# Histoire du Rugby club toulonnais

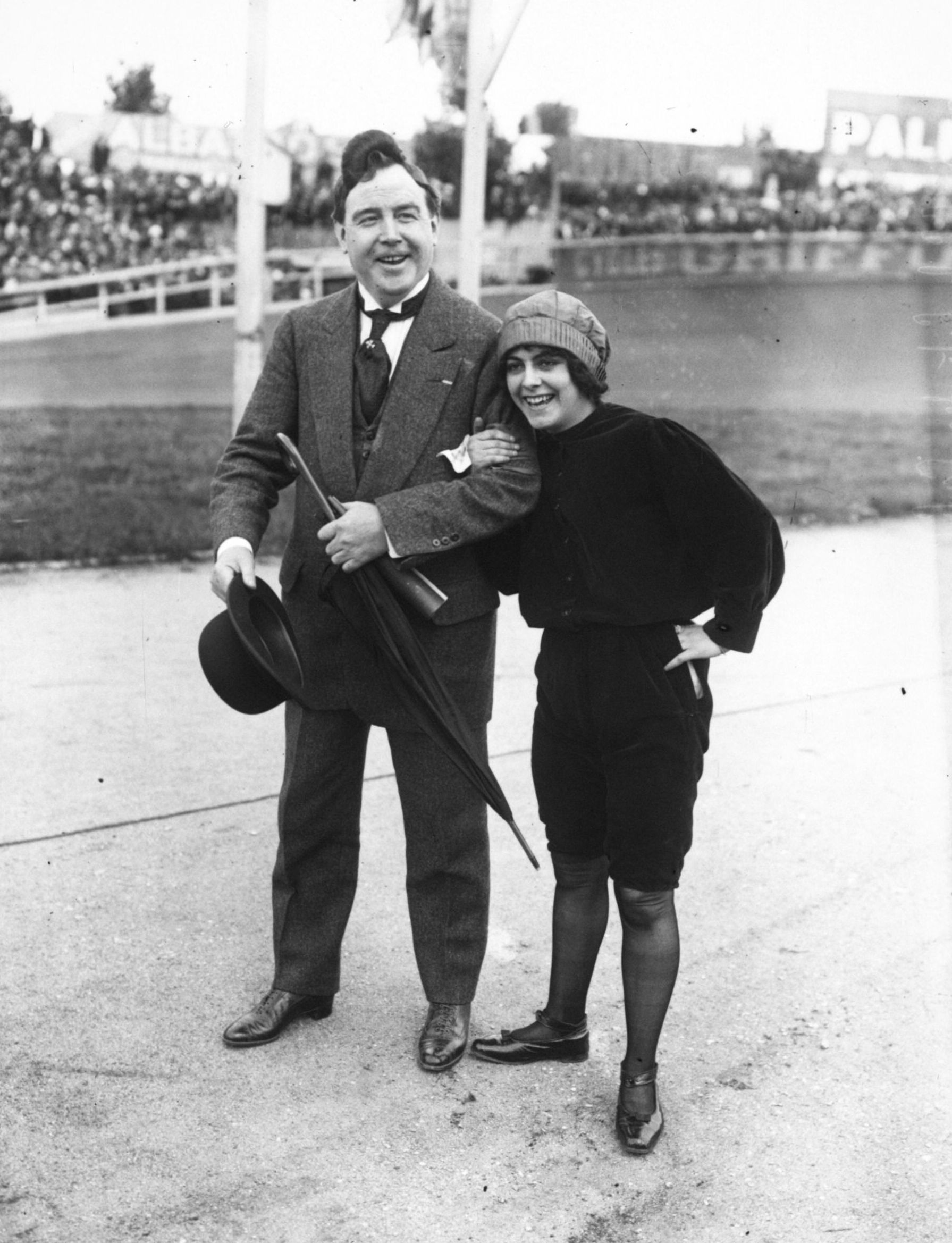
Le chanteur toulonnais Félix Mayol (ici avec Gaby Morlay) s'investit activement dans le club durant les années 1920-1930. Il offre au club le stade qui porte aujourd'hui son nom, ainsi que le brin de muguet comme emblème.

L'histoire du Rugby club toulonnais, club français de rugby à XV, débute le 3 juin 1908. Elle est marquée par quatre titres de champion de France de première division (en 1931, 1987, 1992 et 2014), deux Challenge Yves du Manoir (en 1934 et 1970), par trois Coupes d'Europe (en 2013, 2014 et 2015) et par un Challenge européen (en 2023).

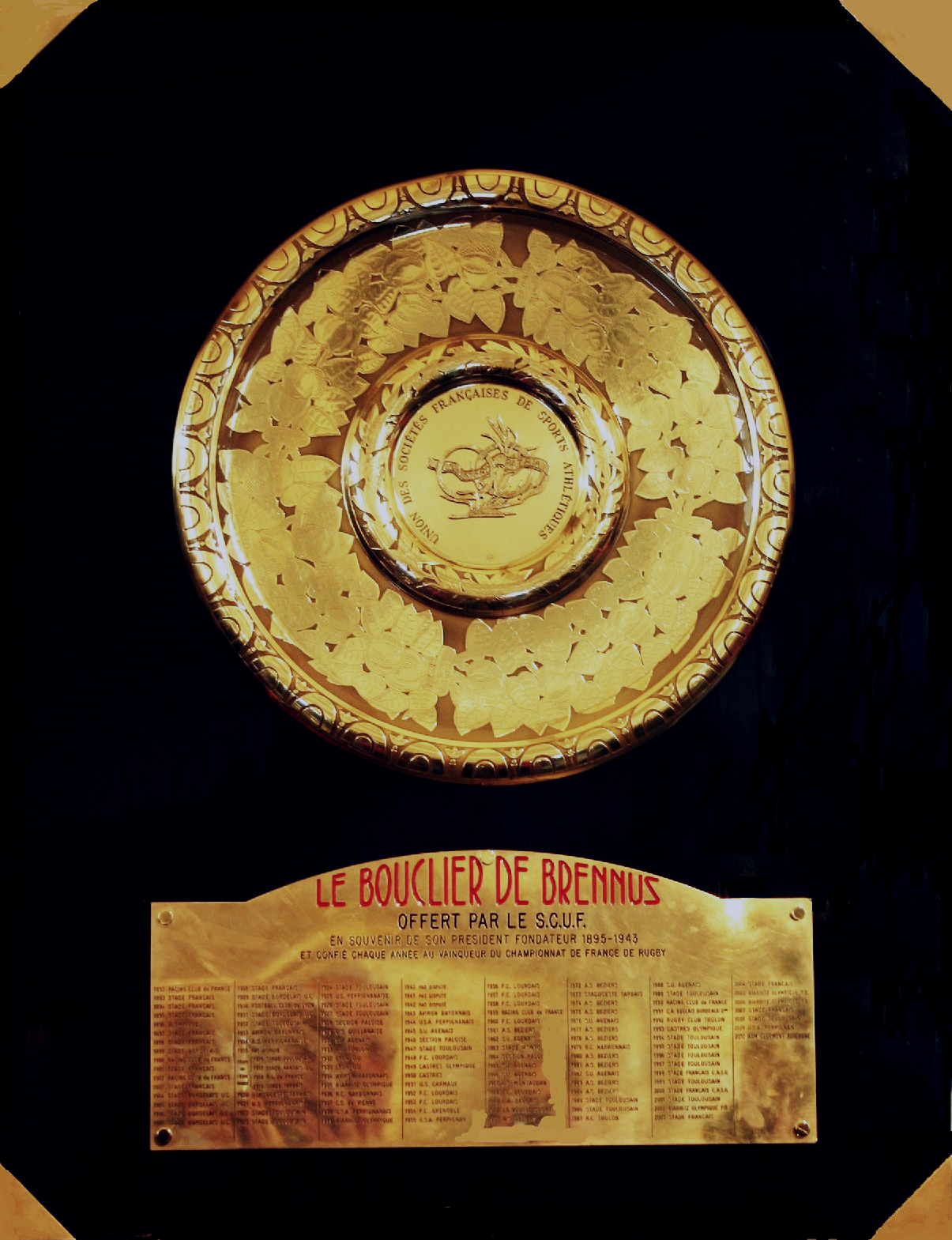
1931 1987 1992 2014
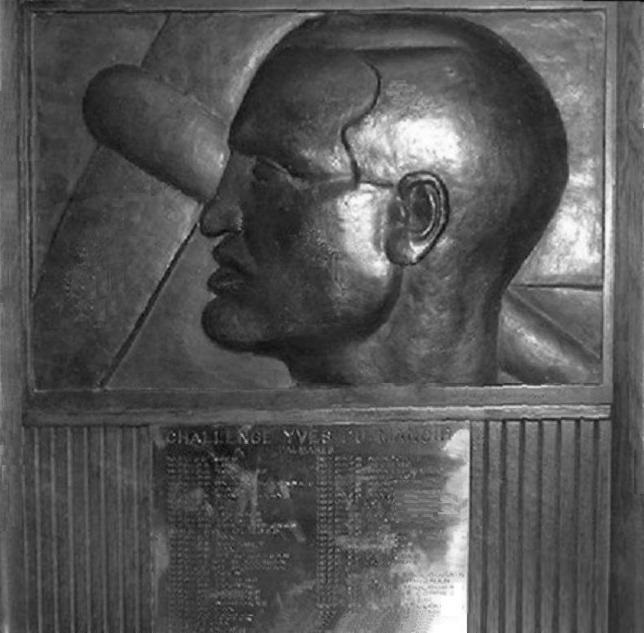
1934 1970
2023

## Les débuts (1908-1930)

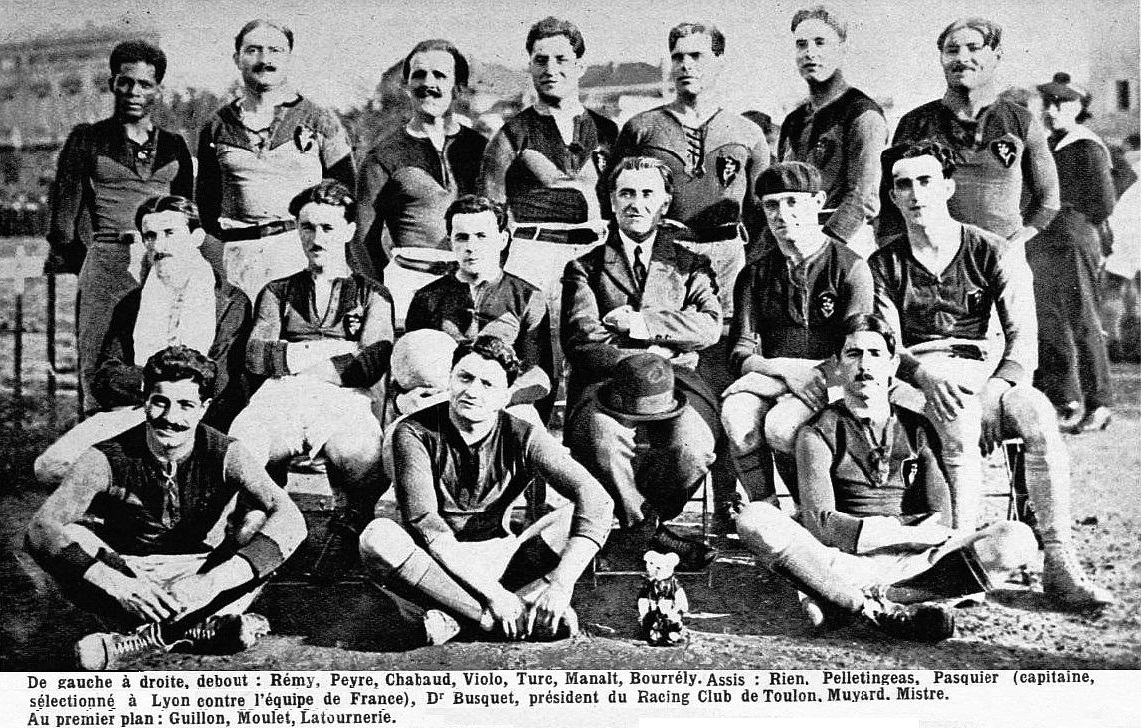
Le RC Toulon en mars 1921.

En 1907, naît le Stade varois, issu de la fusion de l'Union sportive seynoise et de l'Étoile sportive toulonnaise (tous deux fondés en 1902). Mais le Stade varois a une existence éphémère. En mars 1908, une équipe réunit des joueurs de la Sélection maritime, du Sporting club télégraphique et du Stade varois. Enfin, le 3 juin, l'association Rugby club toulonnais est créée : elle est issue de la fusion de l'Étoile sportive toulonnaise, du Racing club et du Sporting club. Les Haut-Garonnais du Stade toulousain (créé l'année précédente) parrainent le nouveau club. Ceci est à l'origine des couleurs rouge et noire du RCT, même si la raison exacte n'est pas connue : le nouveau club aurait voulu rendre hommage à son parrain, ou bien celui-ci lui aurait offert un jeu de maillots… En 1909, le club remporte le championnat du Littoral, en battant en finale l’Olympique de Marseille. La même année, il participe à sa première finale nationale de deuxième série face à l'US Montauban. Il perd cette finale 15 à 3.
Pendant neuf ans, le Rugby club toulonnais n'a pas d'existence officielle. Ce n'est que le 8 février 1917 qu'il est déclaré en sous-préfecture. Le premier président est un joueur, un Toulonnais, Louis Gorlier. L'équipe est composée en grande partie de marins de la « Royale ».

## Premier titre de champion de France (1931)

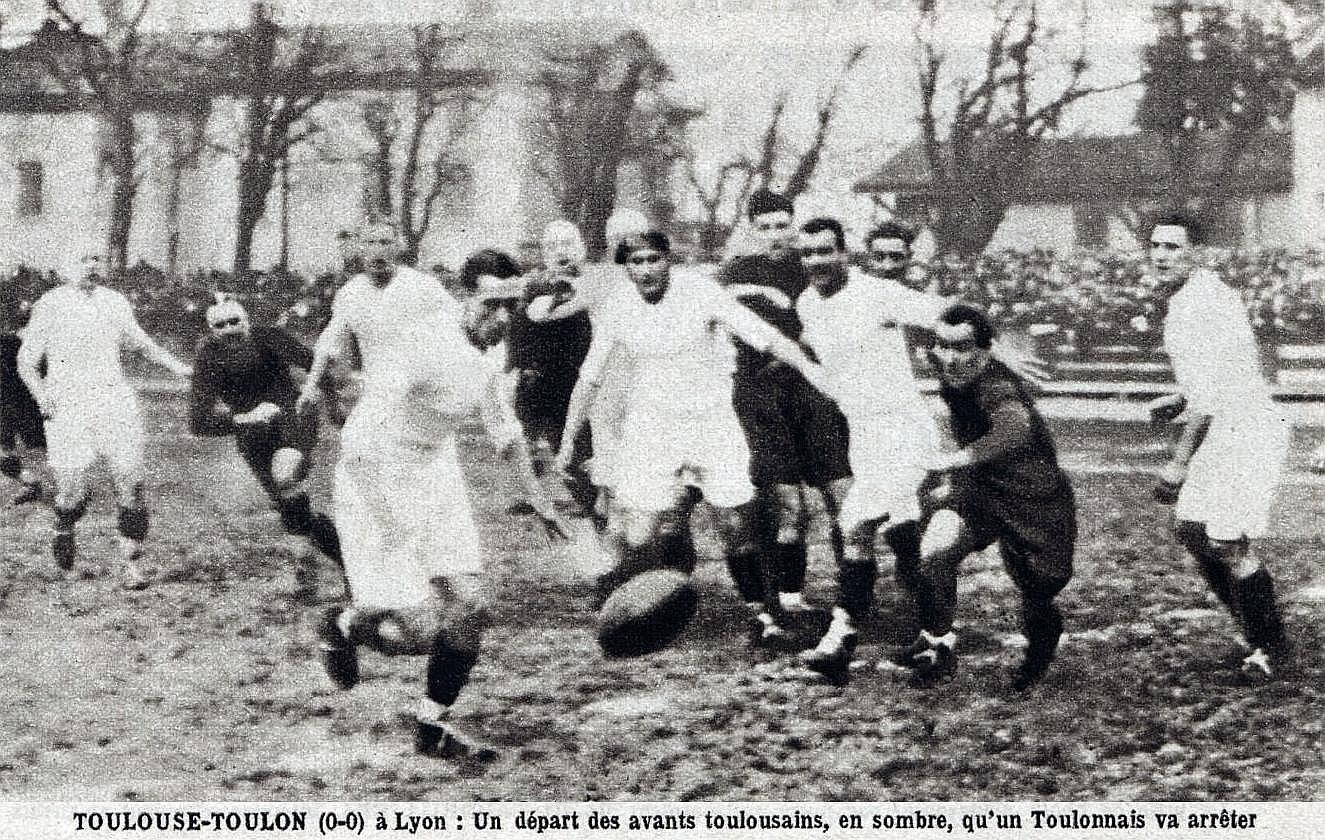
Lyon, 11 mars 1934. Stade toulousain (en sombre) et RC Toulon (en clair) déclarés — pour la première et dernière fois — co-vainqueurs du challenge Yves du Manoir (0-0).

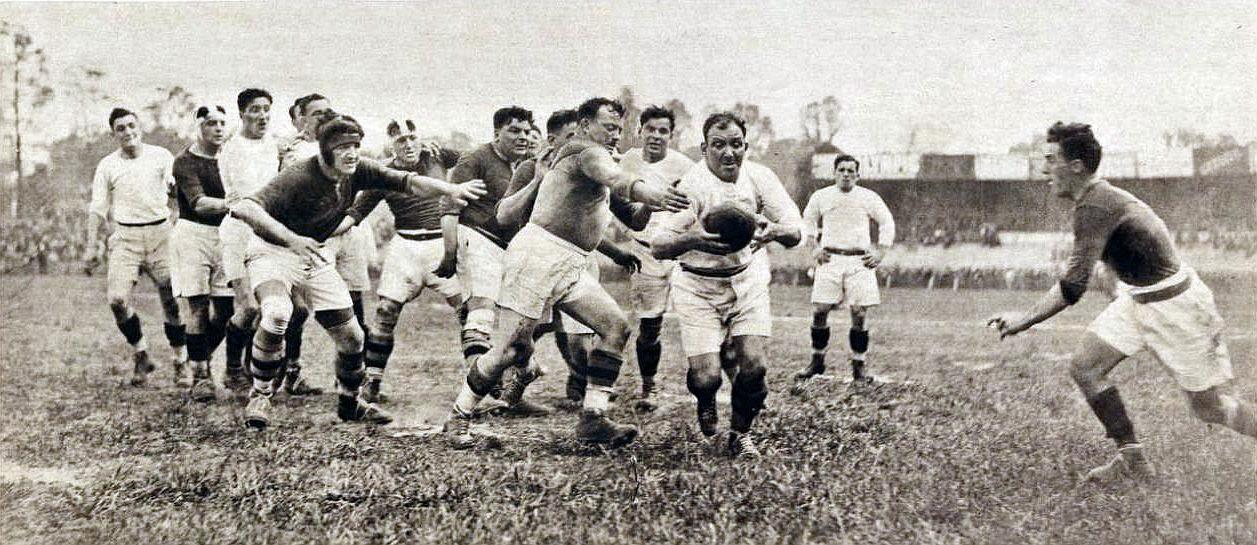
Finale du championnat 1931 : le massif Toulonnais Joseph Lafontan tente d'intercepter le Lyonnais Fernand Cartier.

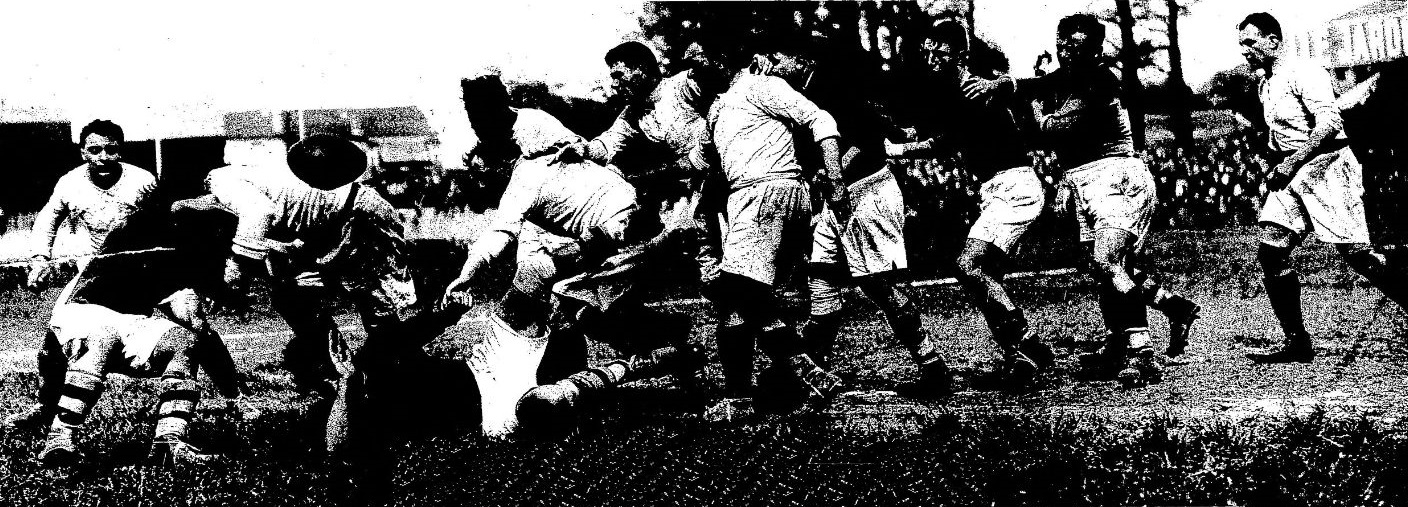
Touche courte lors de la finale du championnat 1931. Le Toulonnais Paul Barrère est écroulé.

En 1931, 12 clubs parmi les plus prestigieux sont exclus du championnat de France et forment l’UFRA (Union française de rugby amateur). Le RCT profite de l'occasion et acquiert la reconnaissance, avec la première finale et la première victoire en championnat de France contre le Lyon olympique universitaire, le 10 mai, au parc Lescure de Bordeaux par 6 à 3 (2 essais à 1). La troisième mi-temps est dantesque, avec 30 000 personnes qui se joignent aux joueurs pour célébrer cette victoire sur les bords de la rade. Au lendemain de la Seconde Guerre mondiale, le RCT retrouve les devants de la scène de rugby français. Lors de la saison 1945-1946, il part de la 54e place pour remonter à la 3e place grâce notamment à son capitaine hors pair, Jean Prin-Clary. Le club s'incline face à Lourdes en demi-finale, à Perpignan (5-4). Lors de la saison 1946-1947, nombreux sont ceux qui soulignent le vieillissement de l’effectif, au point qu'un référendum est organisé par Le Petit Varois et La République pour savoir quelle équipe aligner. Les Varois sont éliminés en huitième de finale par le Stade toulousain (16-3). Plus de 10 000 supporters toulonnais ont fait le déplacement pour le match.
Le club demeure ensuite l’un des bons clubs du championnat, mais échoue à cinq reprises en finale (1948, 1968, 1971, 1985 et 1989). En 1947-1948, le RCT réalise une très bonne saison, s'imposant à Mont-de-Marsan et à Biarritz. Les Toulonnais rencontrent en quart-de-finale Bayonne et son brillant pack. Bayonne mène 5-4 à une minute du terme. Mais un essai à 20 secondes de la fin de Marc Jaffrain qualifie le RCT, sur le score de 7-5,. En demi-finale, ils battent le CS Vienne 11 - 6. En finale, les Toulonnais retrouvent Lourdes, étoile montante du rugby français, qui s'impose facilement (11-3). « Le meilleur a gagné ! Ne cherchons pas d'excuse », dit Sancey, le troisième ligne toulonnais. En 1949, le RCT s'incline en quart de finale face à Castres, 17-6.

## Années difficiles (1950-1983)

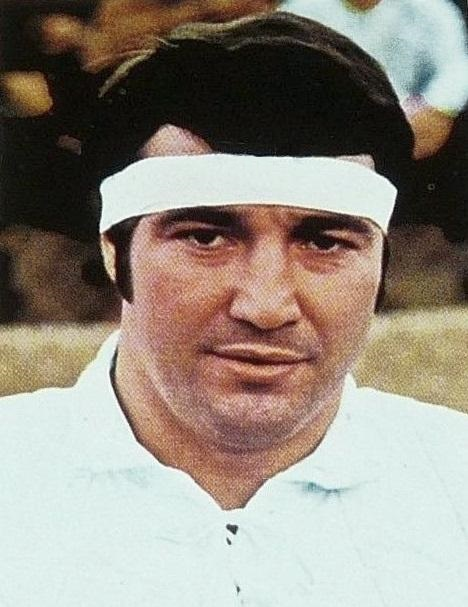
Le troisième ligne aile Christian Carrère (ici en 1971) joue au RC Toulon de 1964 à 1978.

L'année 1950 marque la fin d'une ère, avec le départ de nombreux cadres de l'équipe, tels les internationaux Daniel Loiseau et Thomas Mantérola qui rejoignent Lourdes. Malgré tout, les anciens réussissent à maintenir le RCT à flot. Le club pointe leader du championnat en janvier 1950. Mais il s'écroule en seizième de finale, face à Carmaux. Durant les années 1950-1960, le RCT connaît un passage à vide. Pendant dix ans, le club est éliminé en seizième de finale, en huitième ou en quart. C'est néanmoins durant cette période, au début des années 1950, que Marcel Bodrero fonde l'école de rugby du RCT. Elle remporte en 1958 le premier Challenge Marcel-Michelin. Elle est encore en activité aujourd'hui. Et c'est en 1955 que le RCT remporte pour la première fois le challenge du club complet.
Lors de la finale de 1968 face à Lourdes, le RCT passe tout près du titre. « La bande au Herrero » perd le match non pas au vu du score, qui est de parité (9-9, après prolongations), mais au nombre d'essais marqués (0-2).
En 1970, le RCT remporte le challenge Yves du Manoir, face au SU Agen (25-22). En 1971, en finale du championnat, il est battu par Béziers (9-15). En conflit avec les dirigeants, onze joueurs (dont dix titulaires) quittent alors le RCT pour signer au RCC Nice, club de 2e division mais le club conserve toutefois sa place dans le dernier carré la saison suivante.
En 1974, le RCT remporte pour la deuxième fois le challenge du club complet, grâce à sa Nationale B (championne de France pour la deuxième année consécutive) et à ses cadets (champions de France). Mais, pendant dix ans, de 1974 à 1983, l'équipe première ne réussit pas à passer le cap des huitièmes de finale.

## L'époque du grand RCT: le deuxième titre de champion de France (1987)
Ancien troisième ligne centre de l'équipe première (de 1966 à 1971), Daniel Herrero devient en 1983 entraîneur du RCT. Il conduit le club en finale en 1985, finale qui laisse beaucoup de regrets, car les Toulonnais perdent en prolongation dans le duel des rouge et noir, contre le Stade toulousain, à l'issue de l'une des plus belles finales de l'histoire : Toulon mène 19-12 à dix minutes de la fin, mais, au terme d'un scénario improbable, finit par s'incliner sur le score de 22 à 36.
En 1985-1986, le RCT fait figure de favori au titre. Sa génération dorée semble capable d'atteindre le bouclier de Brennus. Durant la saison, il s'impose avec brio en Challenge Yves du Manoir contre Grenoble, le futur finaliste (30-3) et en championnat contre Bayonne (60-0). Dans les phases finales, il se qualifie tour après tour. À la surprise générale, il échoue en demi-finale face à Agen, sur le score de 18 à 38, après avoir dominé la première mi-temps.
En début de saison 1986-1987, l'entraîneur au bandana Daniel Herrero annonce : « Le bouclier ou rien. » Cela fait 56 ans que la rade n'a pas revu le trophée. Toujours bien placés, les Varois n'ont plus réussi à ramener le précieux « bout de bois », comme en témoignent les nombreuses finales perdues. Grâce à une génération mythique (Manu Diaz, Bernard Herrero, Éric Champ, Gilbert Doucet, Jérôme Gallion, Jérôme Bianchi, entre autres) et grâce à l'entraîneur Daniel Herrero, le « Ercété » mène cette année-là une saison particulièrement aboutie, présentant un gros mental, restant invaincu à Mayol. Toulon est le meilleur club français sur toute la saison : club numéro un à l'issue des matchs de poules, meilleure attaque du championnat, meilleur buteur avec Jérôme Bianchi, meilleur botteur avec Cauvy. Le RCT se défait avec difficulté d'Agen et sa collection d'internationaux en demi-finale, sur le score de 18 à 16 grâce à une pénalité de Jérôme Bianchi en fin de match puis bat le Racing club de France en finale par 15 à 12. Cette victoire marque l'aboutissement du projet Herrero, construit depuis trois ans sur le combat physique et les qualités de cette talentueuse génération toulonnaise. Le « Ercété » ramène enfin le bouclier de Brennus sur la Rade. « À Toulon, tout est pardonnable, sauf le manque de courage », dit Daniel Herrero peu de temps après la finale.
La saison 1987-1988 semble être la confirmation de la précédente. Toulon hérite d'un groupe difficile en championnat, mais finit leader devant Agen et Grenoble et premier club français. Durant cette période, le club établit son record d'invincibilité à Mayol : 18 mois. En challenge Yves du Manoir, il est battu en demi-finale par le futur vainqueur, le Stade toulousain. Mais il prend sa revanche un mois plus tard, en quart de finale du championnat, en l'emportant sur le Stade toulousain par 21 à 9. Le RCT dispute pour la troisième année consécutive une demi-finale. Il est opposé à Tarbes, équipe surprise qualifiée in extremis. Alors que tout le monde voit le RCT l'emporter, les Tarbais créent la sensation en éliminant le champion de France sur le score de 31 à 12 : durant toute la rencontre, les Varois ont paru fatigués, incapables de l'emporter. Si cette saison est morose pour l'équipe première, la réserve est quant à elle championne de France de Nationale B pour avoir triomphé de Béziers (15-12).
Les « corsaires de la rade », comme on les appelle, réalisent une bonne saison 1988-1989. Mais celle-ci reste marquée par un événement extra-sportif qui bouleverse le club. Le soir du 30 décembre 1988, Bernard Herrero reçoit une balle en plein ventre sur le port de Toulon. Il arrête sa carrière de rugbyman à l'âge de 31 ans. Orphelin de son talonneur fétiche, le RCT réussit néanmoins à se qualifier pour les demi-finales aux dépens de Béziers. Il affronte Narbonne en demi-finale, et l'emporte 20 à 3. Il retrouve en finale les « cousins » toulousains, espérant prendre sa revanche de la finale de 1985. Mais les Toulonnais s'inclinent encore, sur le score de 12 à 18, un essai de Serge Laïrle encaissé dès la première minute ayant plombé leur jeu. Sur les six dernières années, le RCT s'est qualifié trois fois pour la finale et trois fois pour les demi-finales.
Les saisons 1989-1990 et 1990-1991 sont en dents de scie. C'est une période de transition entre deux générations. Mais un match est resté dans toutes les mémoires, le huitième de finale du championnat 1990-1991, à Mayol, face à l'équipe du moment, Bordeaux-Bègles. Le match est violent, et le public de Mayol, particulièrement bouillant, se montre très vindicatif à l'encontre des Béglais. Le RCT l'emporte 18 à 9 grâce à 6 pénalités de son arrière Thierry Ruet. Mais il est sévèrement défait au match retour (6-22), et éliminé pour la première fois à ce stade de la compétition depuis 1984.

## Troisième titre de champion de France (1992)
En 1991, André Herrero prend la présidence du RCT et son frère Daniel cède le poste d'entraîneur à Jean-Claude Ballatore. Toulon connaît un début de saison difficile.
Invaincu depuis 7 ans à Mayol, il cède devant Grenoble 6-20 en Challenge Yves du Manoir et contre Colomiers 15-21 en Championnat. À la fin de cette saison 1991-1992, Toulon doit passer par les barrages. Il arrive néanmoins en finale le 6 juin 1992, face au Biarritz olympique, avec une équipe de « minots » qui compte quatre juniors. On y trouve notamment Gérald Orsoni, 19 ans, titulaire en deuxième ligne ; Marc de Rougemont, 20 ans, talonneur remplaçant, qui entre en cours de jeu ; Patrice Teisseire, 19 ans, titulaire à l'arrière ; Yann Delaigue, 19 ans, titulaire à l'ouverture ou encore Michel Périé, 22 ans, titulaire en pilier gauche.
L'emblématique Éric Champ ne participe pas à cette finale, à la suite d'un carton rouge récolté lors de la demi-finale du challenge Yves du Manoir, perdue, à Agen. C'est donc Pierre Trémouille qui est capitaine ce jour-là. Toulon domine sa finale et muselle le chef d'orchestre biarrot Serge Blanco. Un essai sur la sirène de Biarritz n'est pas suffisant pour empêcher le RCT de l'emporter (19-14). À la surprise générale, le Rugby club toulonnais devient champion de France pour la troisième fois de son histoire, empêchant Serge Blanco de toucher le Bouclier avec son club de toujours, pour le dernier match de sa carrière. La fête à Toulon réunit plus de 40 000 personnes. André Herrero se retire du poste de président du RCT.
Toulon perd ensuite deux demi-finales du championnat contre le Castres olympique, sur les scores de 17-16 en 1993 et de 18-13 en 1995 ; mais également deux demi-finales de challenge Yves du Manoir, en 1995 au Stade toulousain (13-21) et en 1996 contre la Section paloise (3-5 aux tirs au but).

## Le début du professionnalisme
Le 14 août 1995, l'International Rugby Football Board fait disparaître de ses statuts toute mention de l'amateurisme. Dès l'année suivante, 600 joueurs français deviennent professionnels.
Depuis le sacre de 1992, le RCT semble porté par une nouvelle génération très talentueuse, à l'image des futurs internationaux Christophe Dominici et  Michel Périé (tous deux d'origine varoise), Marc de Rougemont et Yann Delaigue. Pourtant, à partir de la saison 1996-1997, le club connaît toutes sortes de difficultés. En début de saison, on découvre un déficit de 9 millions de francs,. Le RCT évite de justesse la relégation en battant le Racing Club de France le 4 mai 1997. Les saisons 1997-1998 et 1998-1999 voient le malaise s'aggraver. À l'intersaison 1998, une douzaine de joueurs de l'équipe première quittent le club. Le virage du professionnalisme est difficilement pris par les dirigeants. Le 12 mai, une SAOS (société anonyme à objet sportif) est créée pour gérer la section professionnelle. Durant la saison 1998-1999, le RCT réalise un exploit en infligeant à Brive l'unique défaite à domicile de sa saison régulière (40-35). En phase qualificative, il termine à égalité de points avec Grenoble, qui n'a pris aucun carton rouge durant la saison : c'est Grenoble qui est qualifié pour les quarts de finale.

## Les deux descentes en Pro D2 (2000 et 2006)
Durant la saison 1999-2000, rien ne va plus au RCT. Des conflits aboutissent au départ des entraîneurs et de certains joueurs. En l’absence de sponsor, le club n'arrive pas à surmonter ses difficultés financières. Sportivement, la saison est moyenne, et le RCT joue sa survie le 18 juin 2000 contre Agen. L'ambiance est bouillante, et le match tendu. Le RCT l'emporte 21 à 20. Il semble sauvé de la relégation. L'émotion est très forte dans le stade. Pendant un mois, le club bataille avec la Direction nationale d'aide et de contrôle de gestion (DNACG), tentant d'assainir ses comptes pour se sauver de la relégation administrative. Il lance une campagne de financement populaire, qui ne suffit pas à renflouer ses caisses. La décennie se termine sur un coup de tonnerre : le 24 juillet 2000, en raison d'un déficit cumulé de 10 millions de francs (un peu plus d'1,9 million d'euros 2015), la Ligue nationale de rugby décide la rétrogradation administrative — la première de l'histoire — du Rugby club toulonnais en Pro D2. Elle est vécue comme une véritable humiliation et comme une injustice par de nombreux Toulonnais. La saison suivante, le club manque d’un rien la remontée immédiate : il doit s’incliner lors de la finale face à l'US Montauban (9-15). Ce n’est qu’en 2005 que le RCT est sacré champion de France de Pro D2 et réintègre l’élite. Mais, en 2005-2006, avec trois victoires en 26 rencontres, Toulon retombe immédiatement en division inférieure (pour sa seule et unique rétrogradation sur le terrain).

## Les deux premières années Boudjellal (2006-2008)

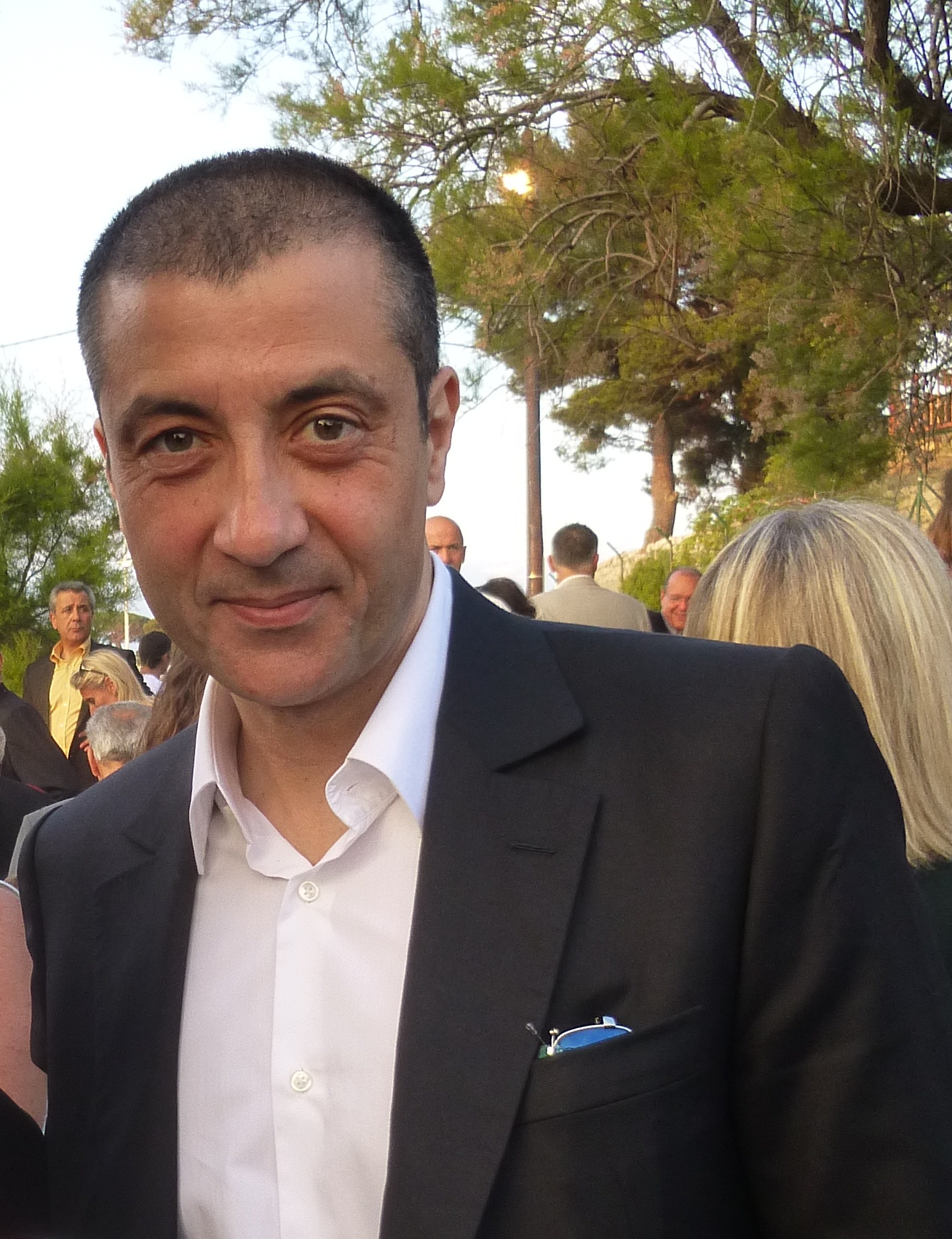
Mourad Boudjellal, président du RCT, en 2014.

Le 15 juin 2006, la SAOS, société gérant la section professionnelle, devient une SASP (société anonyme sportive professionnelle). Deux hommes d'affaires toulonnais, Mourad Boudjellal et Stéphane Lelièvre, investissent, prennent le contrôle de 51 % de la SASP, et deviennent coprésidents. Leur arrivée fait espérer des lendemains qui chantent. Ils orchestrent en effet un recrutement spectaculaire, attirant en Pro D2 des joueurs de l’élite. Ce qui fait dire à Boudjellal que Toulon est « le quinzième club du Top 14 ». Nico Breedt, Jean-Jacques Crenca, Yann Delaigue, Isoa Domolailai, Rob Henderson, Norman Jordaan, George Kutarashvili, Dan Luger, Kiri Mariner, Daniel Muller, Gonzalo Quesada, Jean-Baptiste Rué, Siaki Tukino, Roger Warren et surtout le capitaine des All Blacks Tana Umaga participent à la saison 2006-2007, avec pour objectif de rejoindre le Top 14. Durant cette année d'espérance et d'attentes, on accuse le RCT de perdre son âme, de tomber dans les affres du professionnalisme ; on pointe du doigt l'instabilité du poste d'entraîneur et la forte personnalité du coprésident Boudjellal. En demi-finale des barrages d'accession au Top 14, le RCT échoue (17-21) face à La Rochelle.

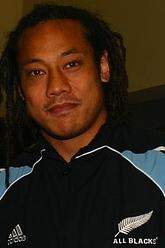
Tana Umaga, centre, puis manager du RCT.

Pour autant, la formation n’est pas délaissée. En 2005-2006, Toulon fait partie d'un club des cinq avec Pau, Montferrand, Bourgoin et Perpignan dont les trois équipes de jeunes (Espoirs, Reichel et Crabos) disputent les huitièmes de finale du championnat de France, preuve de la vitalité de la formation toulonnaise. La belle aventure des Espoirs se poursuit même jusqu'en demi-finale, où ils perdent de peu face au CA Brive en étant amputés de nombreux titulaires — réquisitionnés pour un match, pourtant sans enjeu, de l'équipe 1, à Perpignan. En 2007, les cadets RCTPM du club se voient même sacrés champions de France cadets, en battant en finale les cadets de l'USA Perpignan (16-10).
Le 15 mai 2007, le coprésident Stéphane Lelièvre se met en retrait. Il vend des parts. Mourad Boudjellal devient majoritaire, et seul président du club. Le 31 mai, Tana Umaga est nommé manager général pour deux saisons. Le recrutement pour la saison 2007-2008 est encore spectaculaire, avec les signatures d'Orene Ai'i, joueur de l'année 2005 de rugby à sept ; George Gregan, recordman mondial des sélections avec 139 matchs pour l'Australie ; Andrew Mehrtens, recordman du nombre de points marqués avec les All Blacks avec 967 points ; Anton Oliver ; Victor Matfield, fraîchement élu meilleur joueur du monde. Sous les ordres de Tana Umaga, l'équipe confirme ses prétentions lors du match d'ouverture, grâce à une victoire fleuve contre l'AS Béziers, 41-7, au stade Mayol. Le 18 février 2008, le club annonce le recrutement de Bakkies Botha, destiné à reformer avec Victor Matfield la seconde ligne légendaire de l'équipe d'Afrique du Sud championne du monde. Mais Botha n'arrive pas en mars comme prévu : il est retenu par son club des Bulls. L'affaire est portée devant les tribunaux d'Afrique du Sud. Peu après, Matfield annonce son départ de Toulon pour les Bulls à la fin de la saison. Ayant conservé la première place du classement depuis la première journée, le RCT est sacré champion de France de Pro D2 en battant son dauphin, le Racing Métro 92 (31-17), le 25 mai, à deux journées de la fin de la saison.

## Retour décisif en Top 14 (2008)

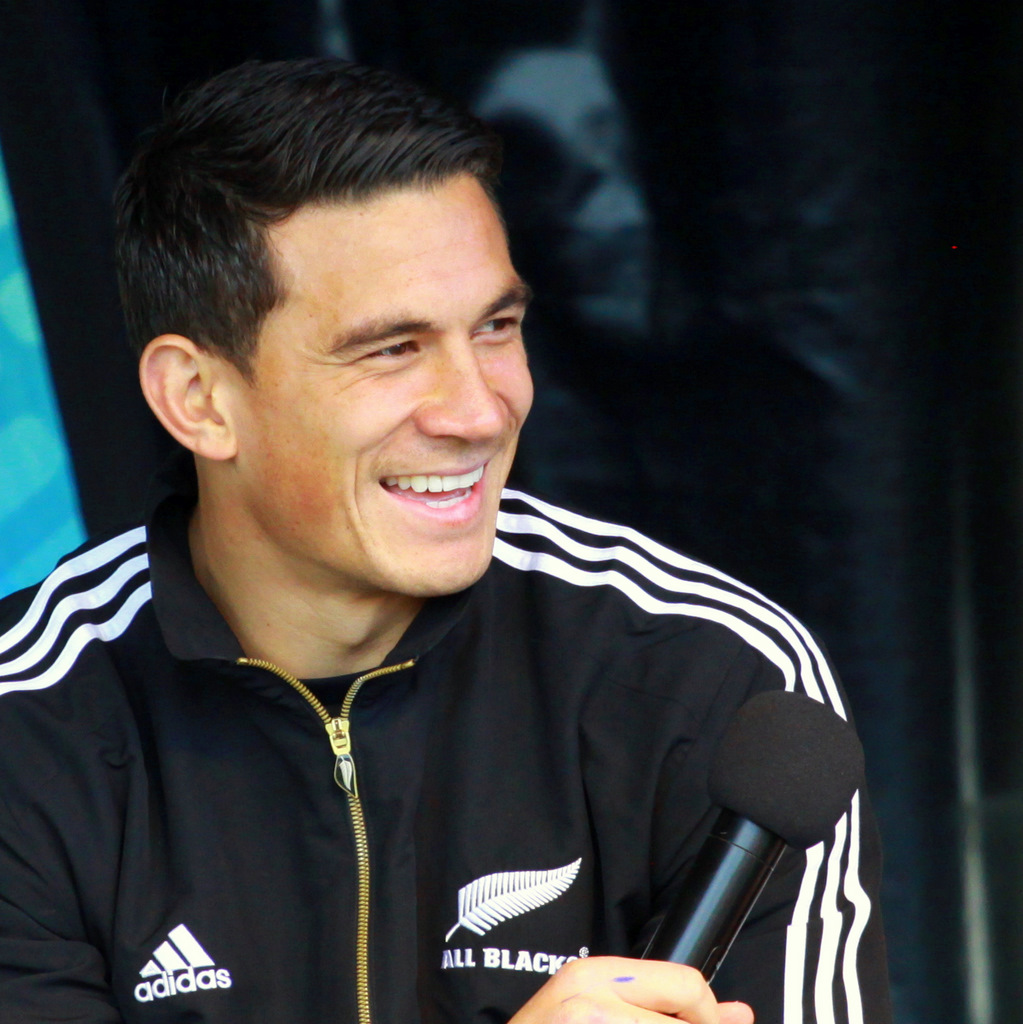
Le centre Sonny Bill Williams.

Le RCT retrouve donc une nouvelle fois le Top 14, et cette fois est la bonne. La saison 2008-2009 voit notamment les signatures de Jerry Collins, de Joe van Niekerk et de Sonny Bill Williams. Le 18 avril 2009, le RCT joue pour la première fois au stade Vélodrome de Marseille, contre le Stade toulousain (victoire 14-6), devant 56 900 spectateurs. Pour son retour en Top 14, le club finit 9e du Championnat.

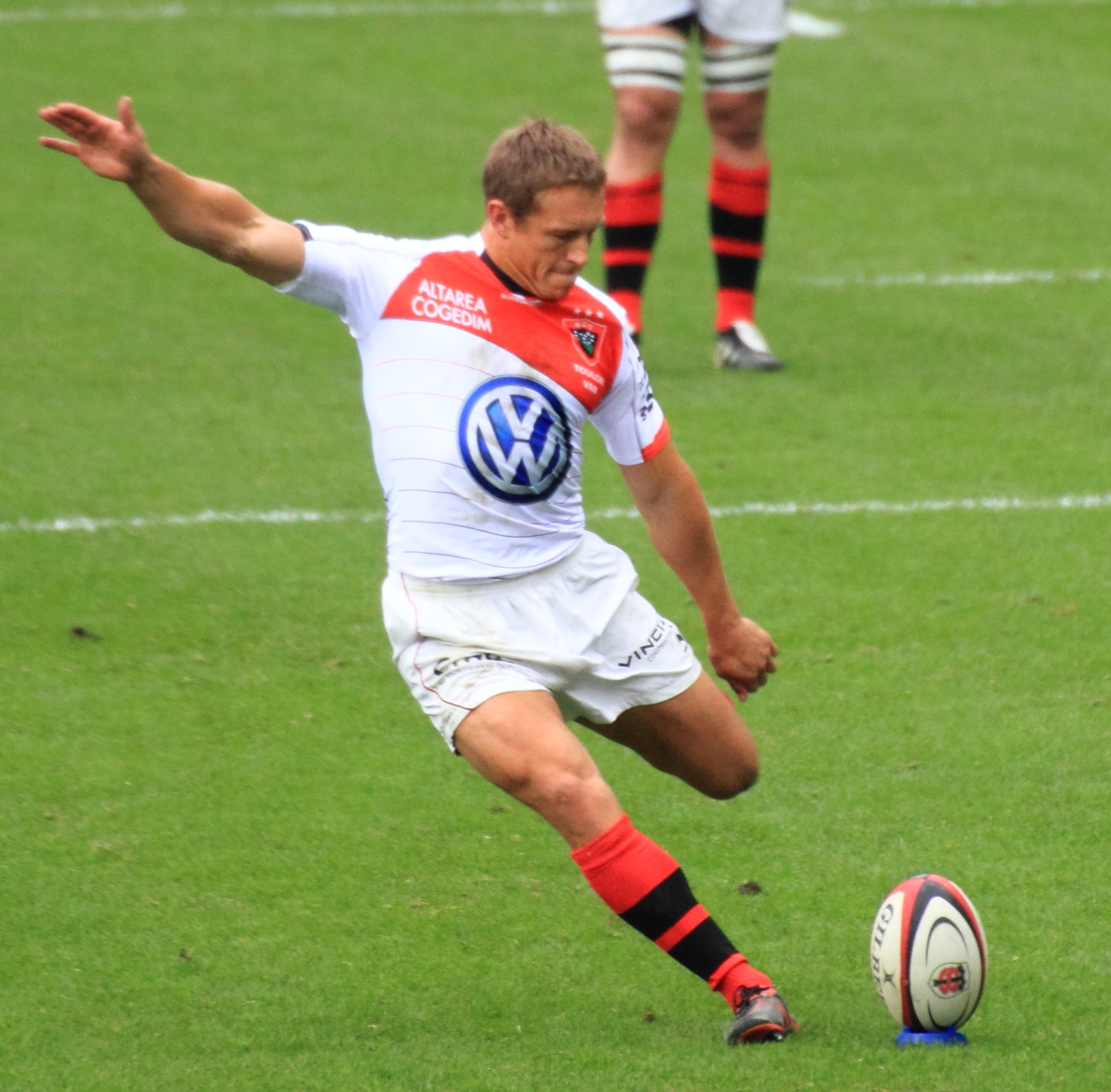
Jonny Wilkinson, demi d'ouverture du RC Toulon, en Top 14 contre Toulouse, en décembre 2011.

La saison 2009-2010 voit arriver notamment Pierre Mignoni et Laurent Emmanuelli, tous deux natifs de Toulon ; Felipe Contepomi ; Juan Martín Fernández Lobbe ; Sébastien Bruno ; et la légende Jonny Wilkinson. Philippe Saint-André est intronisé manager. Le RCT finit invaincu dans son antre de Mayol, deuxième de la phase de poule, et se qualifie directement pour les demi-finales. Il chute en demi-finale face à Clermont (29-35), après les prolongations et un match à suspense. Le 23 mai 2010, au stade Vélodrome, il perd la finale du Challenge européen contre les Cardiff Blues (28-21).
La saison 2010-2011 voit débarquer à Toulon George Smith, Paul Sackey, Dean Schofield, Carl Hayman et Rudi Wulf. Afin de mieux répondre aux exigences de la Ligue nationale de rugby et des quotas de JIFF (joueurs issus des filières de formation), le club enregistre également les signatures des Français Jean-Philippe Genevois, Benjamin Lapeyre, Geoffroy Messina et Christophe Samson. Après des débuts poussifs (deux défaites lors des deux premières réceptions à Mayol), le RCT se reprend. Il a l'ambition de jouer les phases finales. Mais il finit à la huitième place. Pour sa première participation en Coupe d'Europe, il perd en quart de finale contre l'USA Perpignan, à Barcelone, sur le score de 25 à 29.
La saison 2011-2012 voit arriver en renfort Matt Giteau, Bakkies Botha, Simon Shaw, David Smith, Alexis Palisson, Mathieu Bastareaud, Sébastien Tillous-Borde et Steffon Armitage. À l'automne 2011, Philippe Saint-André, nommé entraîneur de l'équipe de France, quitte le club de la rade. Il est remplacé par Bernard Laporte, ancien sélectionneur du XV de France. Laporte, après une troisième place lors de la saison régulière du Top 14, réussit à hisser le club en finale du Challenge européen, finale perdue contre le Biarritz olympique (18-21). En Top 14, le RCT bat le Racing Métro 92 (17-13) en quart, et l'ASM Clermont Auvergne (15-12) en demi-finale. Pour la première fois depuis 1992, il accède à la finale de l'élite. Il perd cette finale (12-18) face au Stade toulousain.

## Premier titre européen (2013)
La saison 2012-2013 est marquée par le renfort de Chris Masoe, Maxime Mermoz, Frédéric Michalak, Nicolas Durand, Nick Kennedy, Delon Armitage, Gethin Jenkins, Andrew Sheridan, et par le retour de Rudi Wulf, puis de Danie Rossouw et de Rocky Elsom. Durant la saison régulière, Clermont et le RCT dominent le championnat. Toulon termine deuxième, avec huit points d'avance sur le troisième, Toulouse. Le RCT semble doté d'une équipe capable d'aller chercher des titres. En demi-finale de Coupe d'Europe, il élimine les Anglais des Saracens, à Londres (24-12). Et, le 18 mai 2013, il bat en finale l'ASM Clermont Auvergne sur le score de 16 à 15. Le RC Toulon devient champion d'Europe dès sa deuxième participation. Jonny Wilkinson est le grand artisan du succès européen : il réalise un 100 % face aux perches en quart de finale, en demi-finale et en finale ; il passe un drop en quart contre Leicester et un autre en demi contre les Saracens ; il marque tous les points de son équipe dans ces trois matchs, jusqu'à l'essai en finale de Delon Armitage (68e), qu'il transforme.
Le président Boudjellal annonce qu'après un tel triomphe, les joueurs évolueront sans doute en tongs en demi-finale du Top 14. Le RCT semble en effet partir en outsider face à Toulouse, champion de France en titre. Mais il réussit, moins d'une semaine après son sacre européen, à l'emporter sur le score de 24 à 9. Toulon retrouve donc le Stade de France, pour la finale du Top 14 face à Castres. Il échoue encore, par 14 à 19. Le RCT organise une fête sur le port et dans le stade Mayol. Elle réunit une foule considérable.

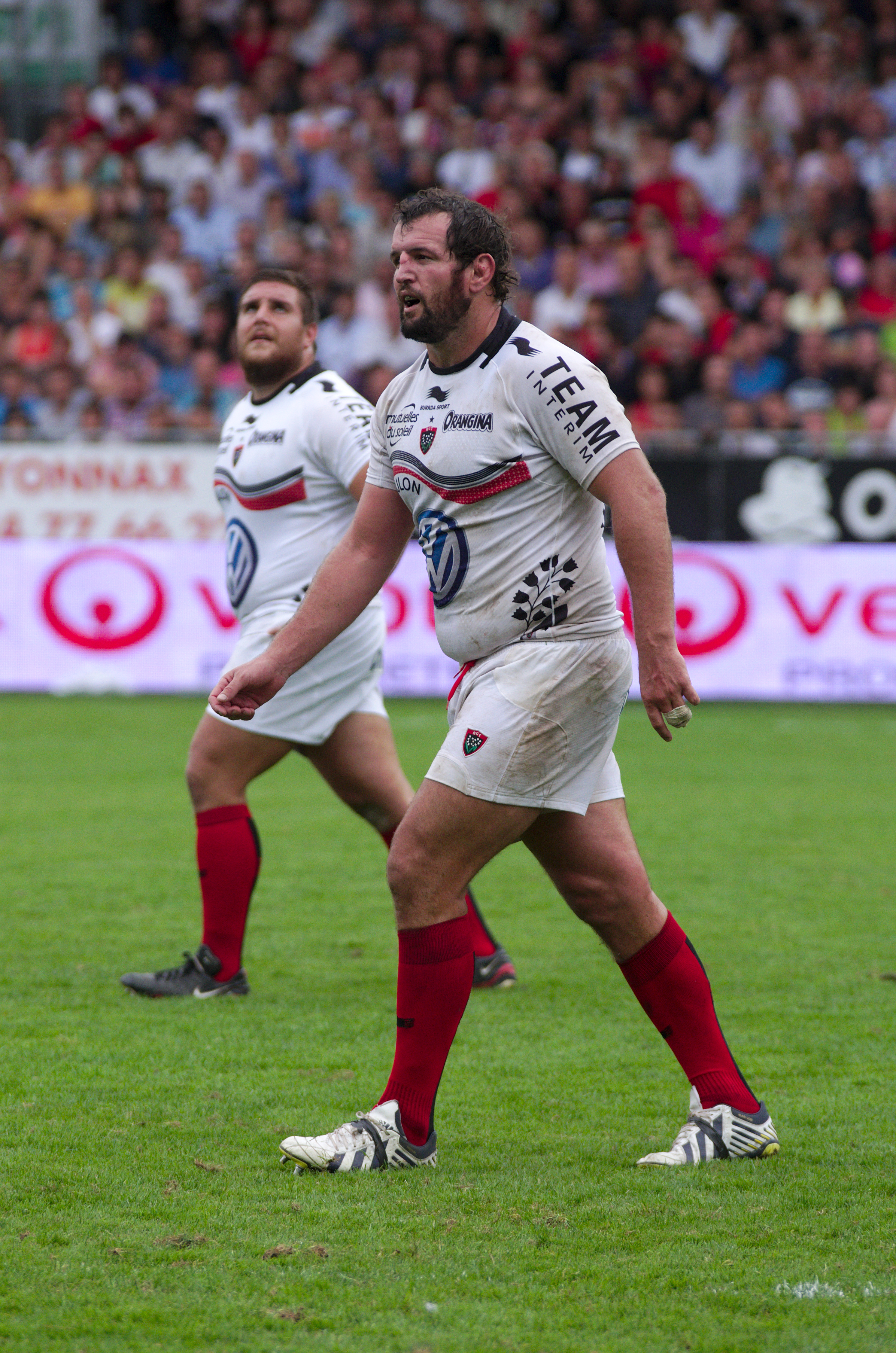
Les piliers Xavier Chiocci (à gauche) et Carl Hayman
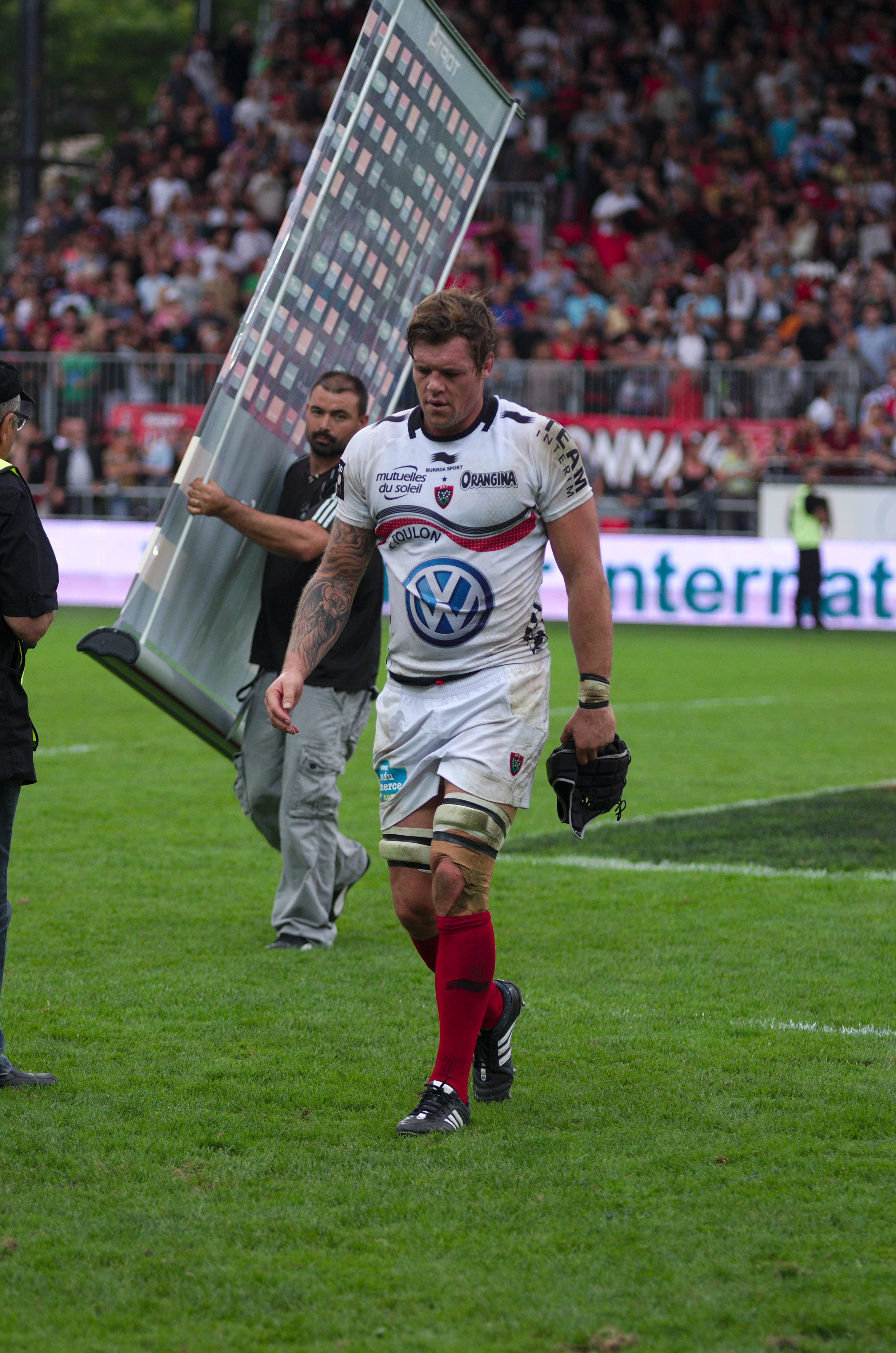
Le troisième ligne centre Joe Van Niekerk
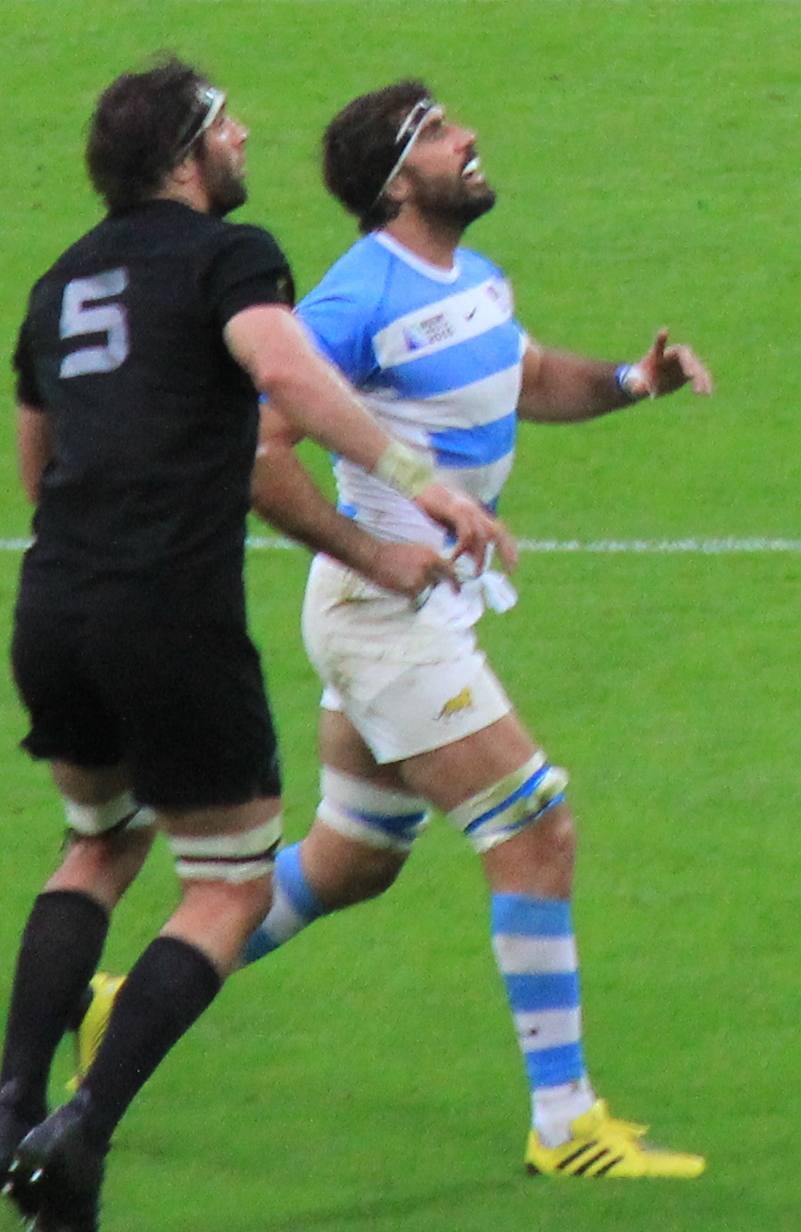
Le troisième ligne aile Juan Martín Fernández Lobbe
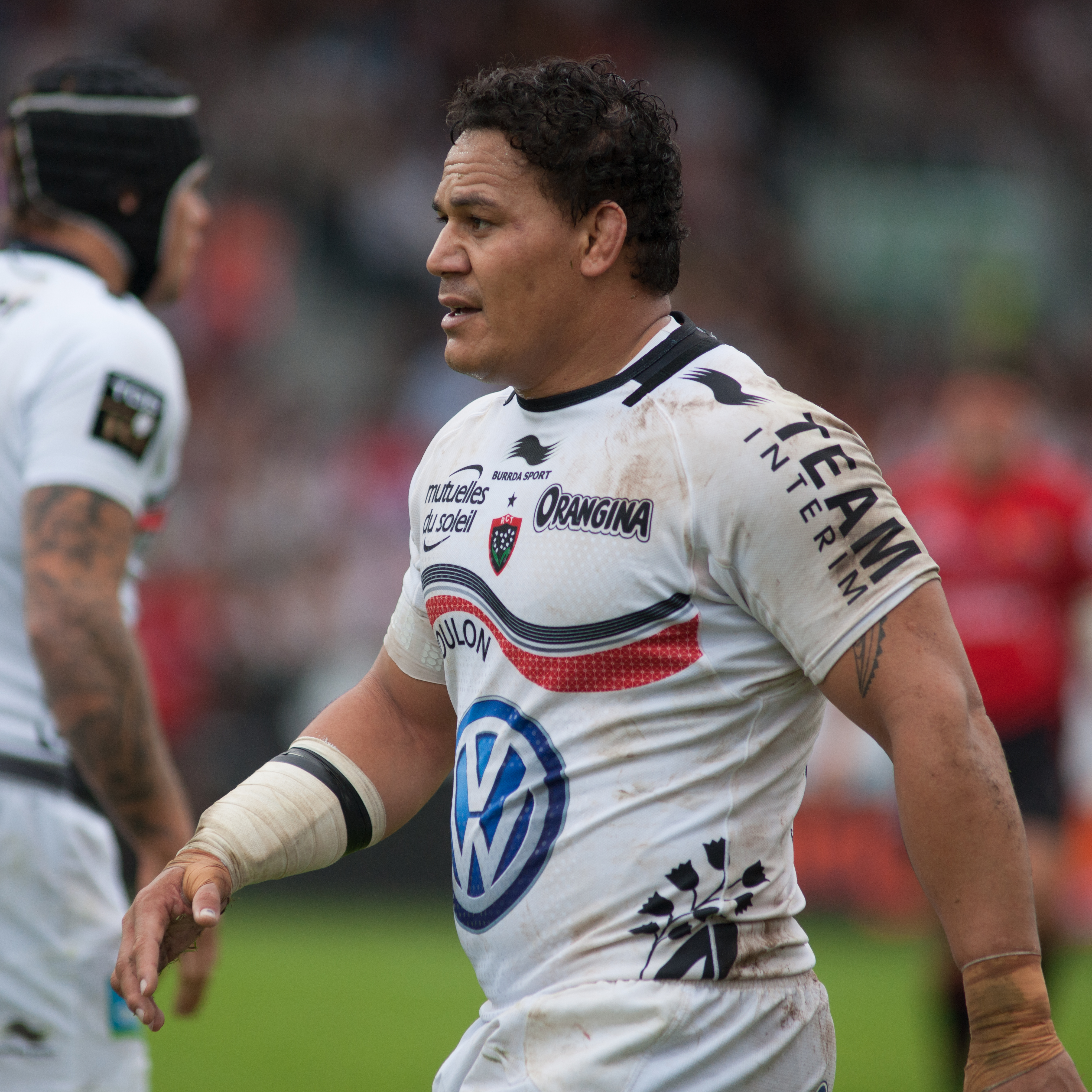
Le troisième ligne aile Chris Masoe
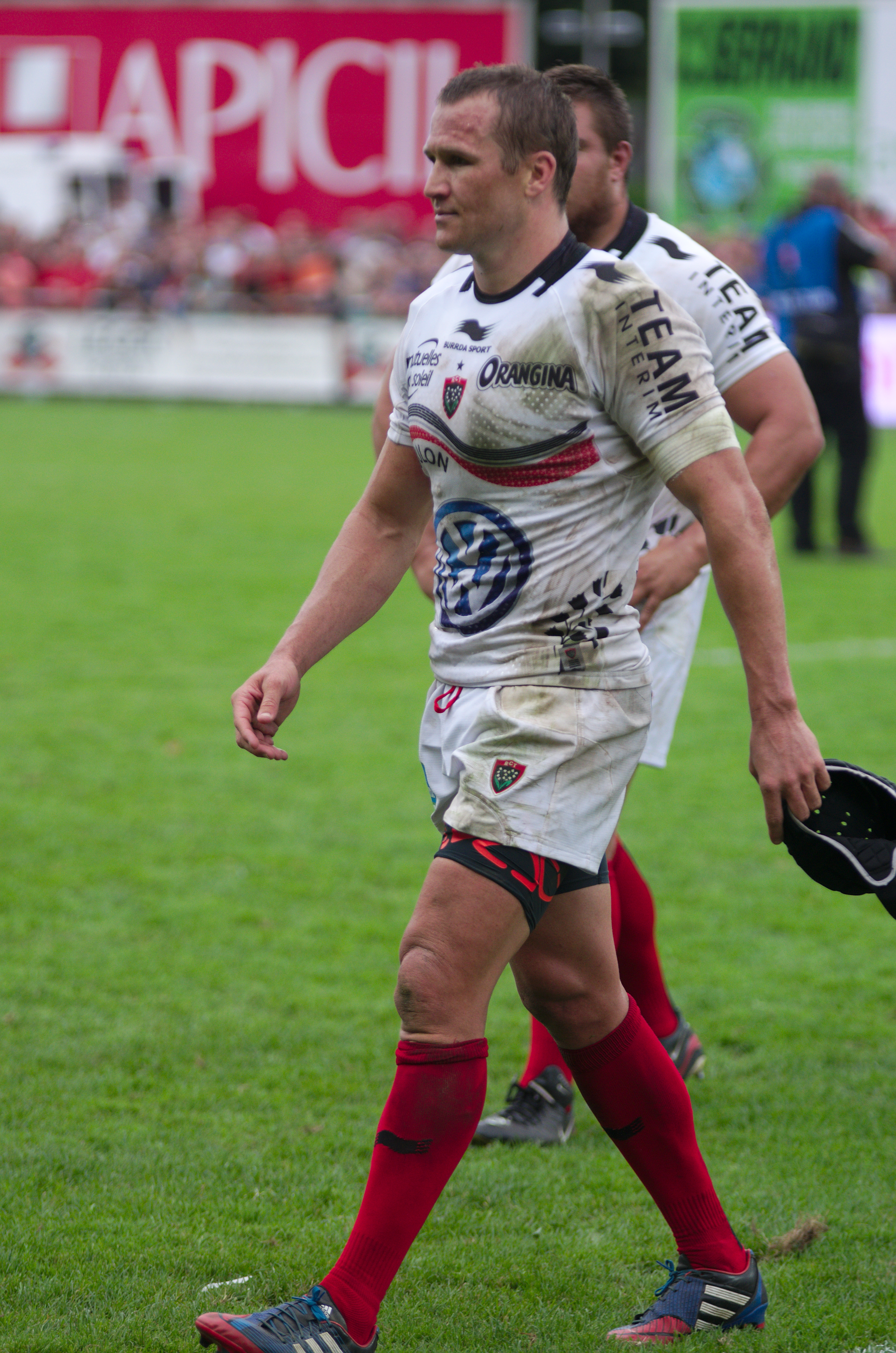
Le demi d'ouverture et centre Matt Giteau
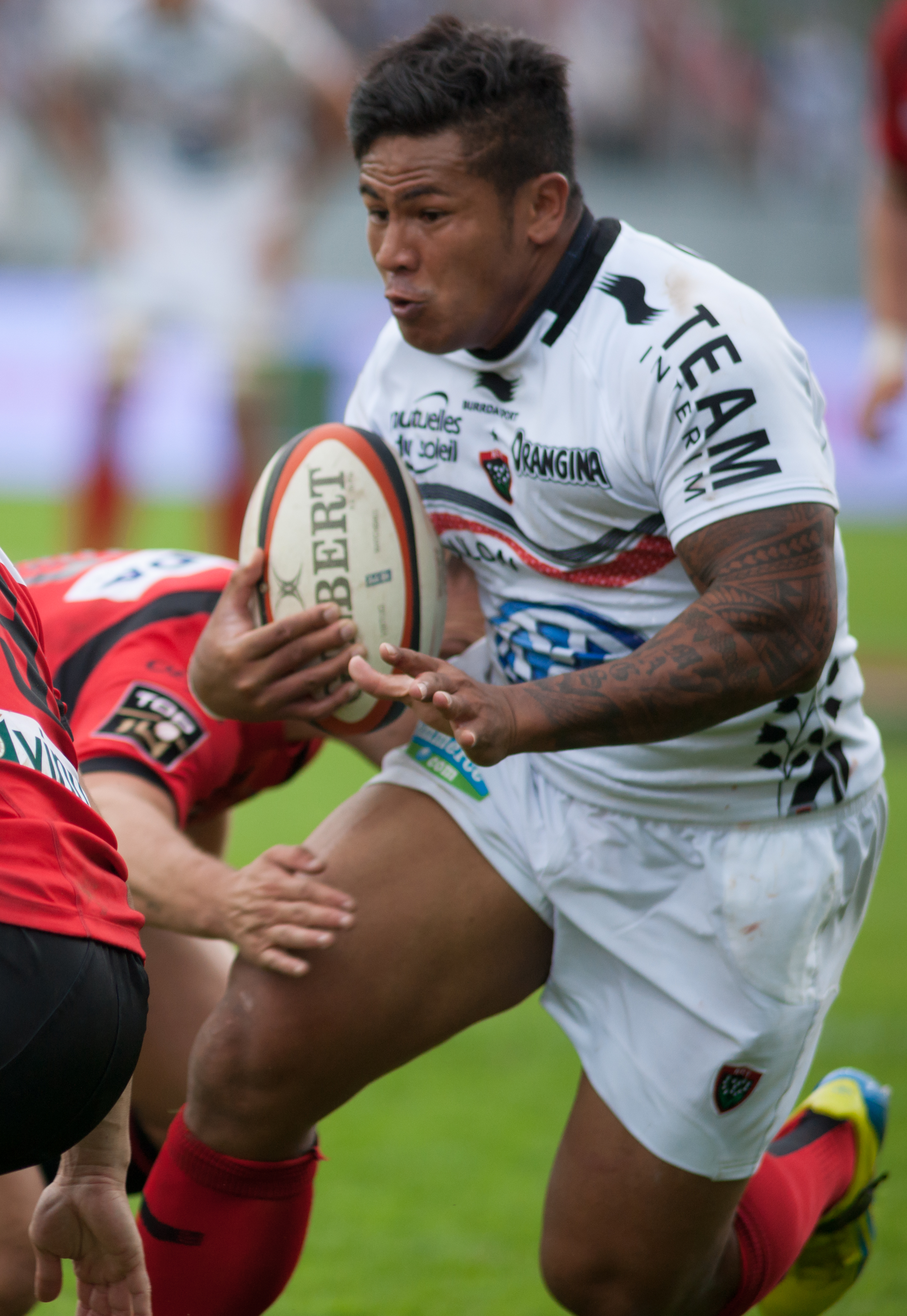
L'ailier David Smith

## Le doublé: deuxième titre européen et quatrième titre de champion de France (2014)
La saison 2013-2014 est marquée notamment par l'arrivée de cinq figures emblématiques du ballon ovale : Bryan Habana, Drew Mitchell, Martin Castrogiovanni, Ali Williams et Juan Smith. Le RCT recrute aussi le jeune espoir fidjien Josua Tuisova et, en cours de saison, Craig Burden et Alexandre Menini. Le club effectue un bon début de saison, qui lui permet rapidement de se qualifier pour les phases finales de la Coupe d'Europe. Cependant, entre décembre et février, l'équipe connaît en Top 14 des moments difficiles, avec en point d'orgue la défaite du 4 janvier face à Grenoble (21-22), à Mayol. Bernard Laporte l'attribue à une erreur d'arbitrage. Il se répand en injures envers l'arbitre, ce qui lui vaut d'être suspendu 16 semaines. Le groupe toulonnais se retrouve privé de son manager. Il réussit néanmoins à finir leader du championnat. Il dispose du Racing-Metro 92 en demi-finale du Top 14 (16-6). En Coupe d'Europe, il finit premier de sa poule. Il bat le Leinster (29-14) en quart de finale, à Mayol ; puis le Munster (24-16) en demi-finale, au stade Vélodrome. Il retrouve en finale les Saracens, qui sont également en finale du championnat d'Angleterre. En battant ces derniers sur le score de 23 à 6, le RCT devient le troisième club à conserver son titre européen deux ans d'affilée, et la première équipe française à réussir cette performance.
Enfin, le 31 mai 2014, le RC toulonnais réussit le doublé : il remporte contre Castres (18-10) son quatrième titre de champion de France, après 22 ans d'attente. Cette finale est le dernier match de la carrière de Jonny Wilkinson, qui réussit un ultime drop. Le retour des joueurs à Toulon est célébré par 60 000 personnes sur les bords de la rade. Pour couronner le tout, le 8 juin, les minimes A du RCT remportent le Super Challenge de France Élite, l'équivalent d'un championnat de France.

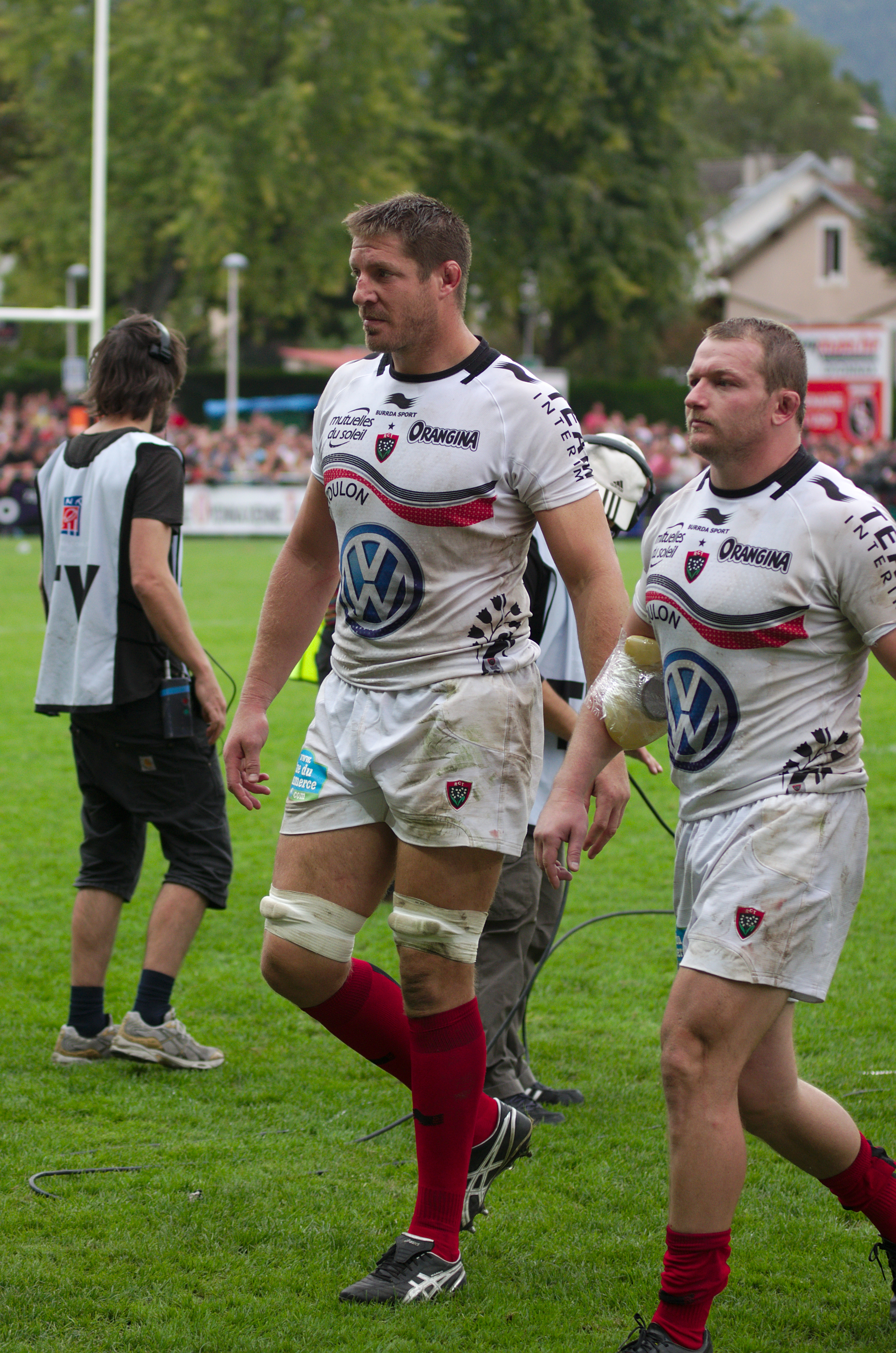
Le deuxième ligne Bakkies Botha et le talonneur Benjamin Noirot
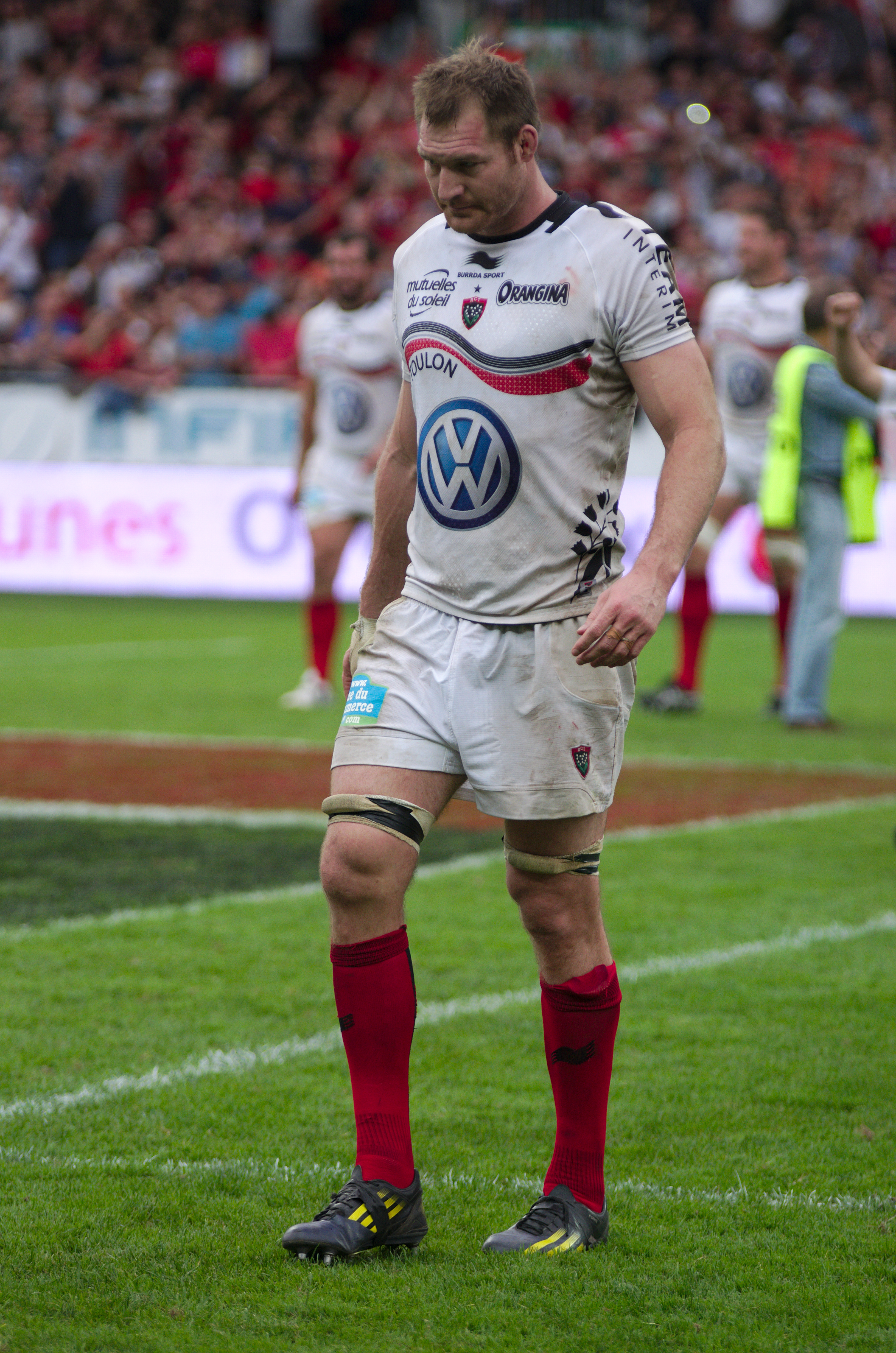
Le deuxième ligne Ali Williams
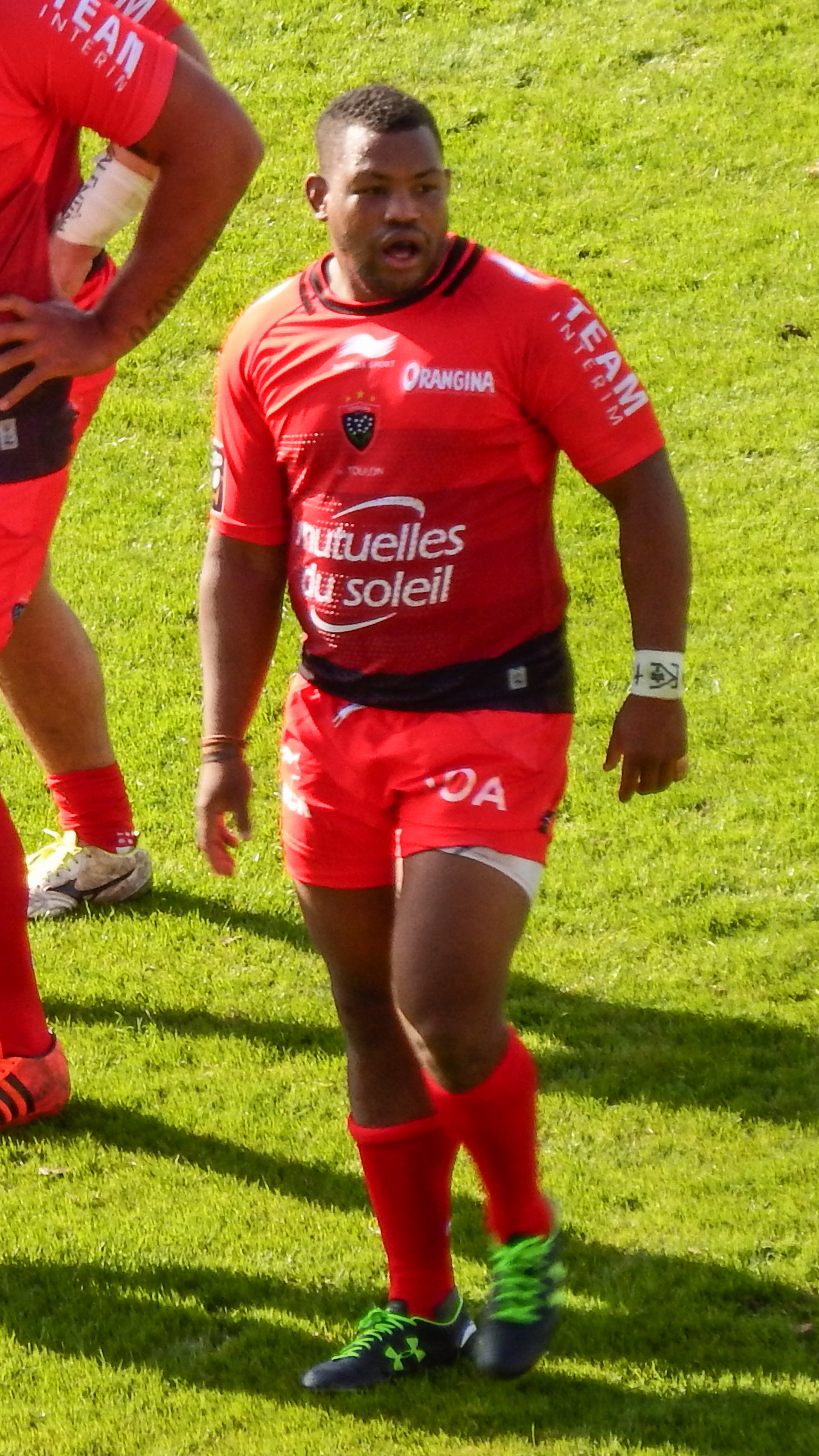
Le troisième ligne Steffon Armitage
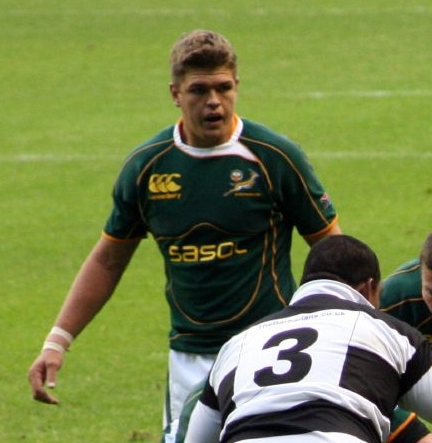
Le troisième ligne Juan Smith
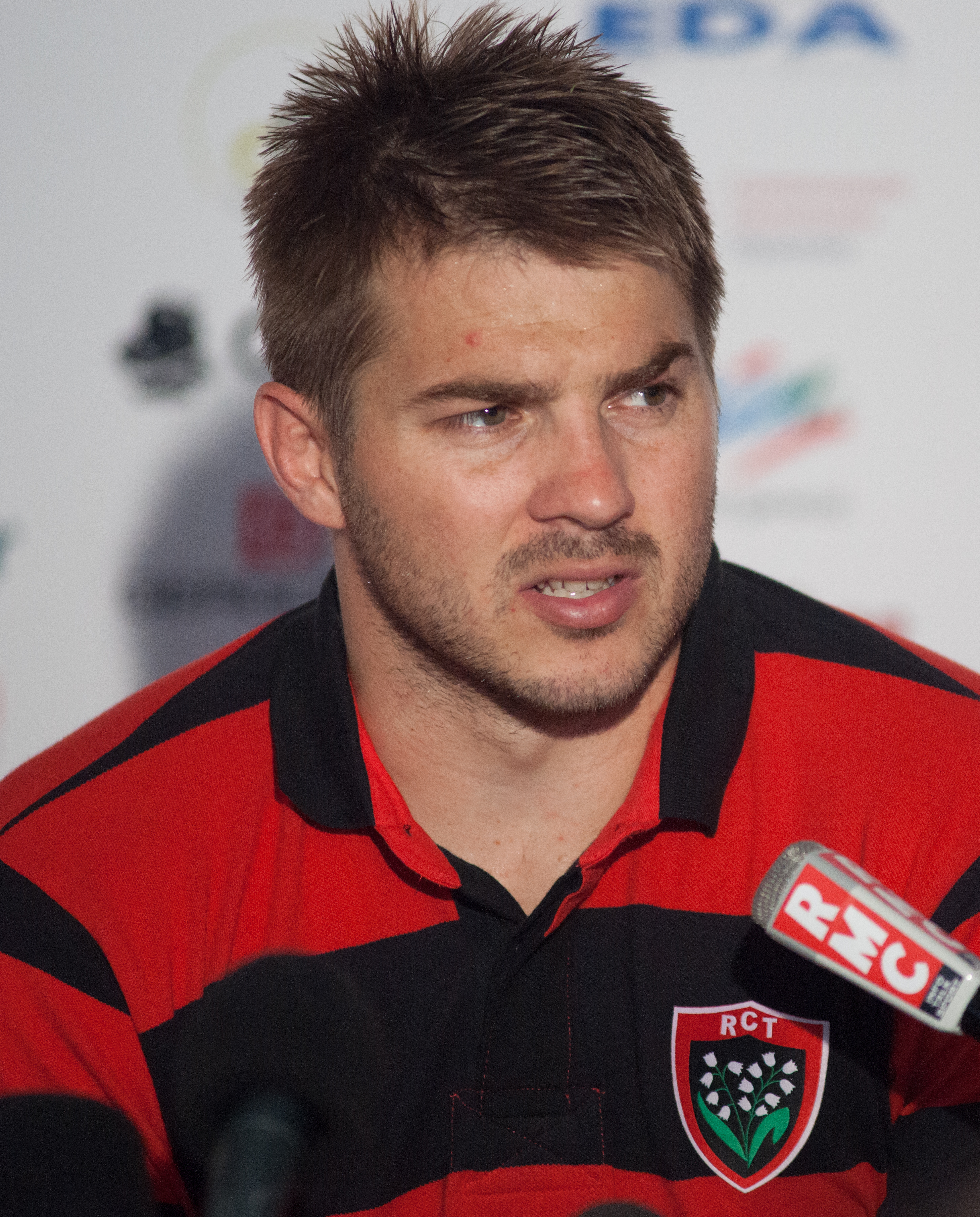
L'ailier Drew Michell
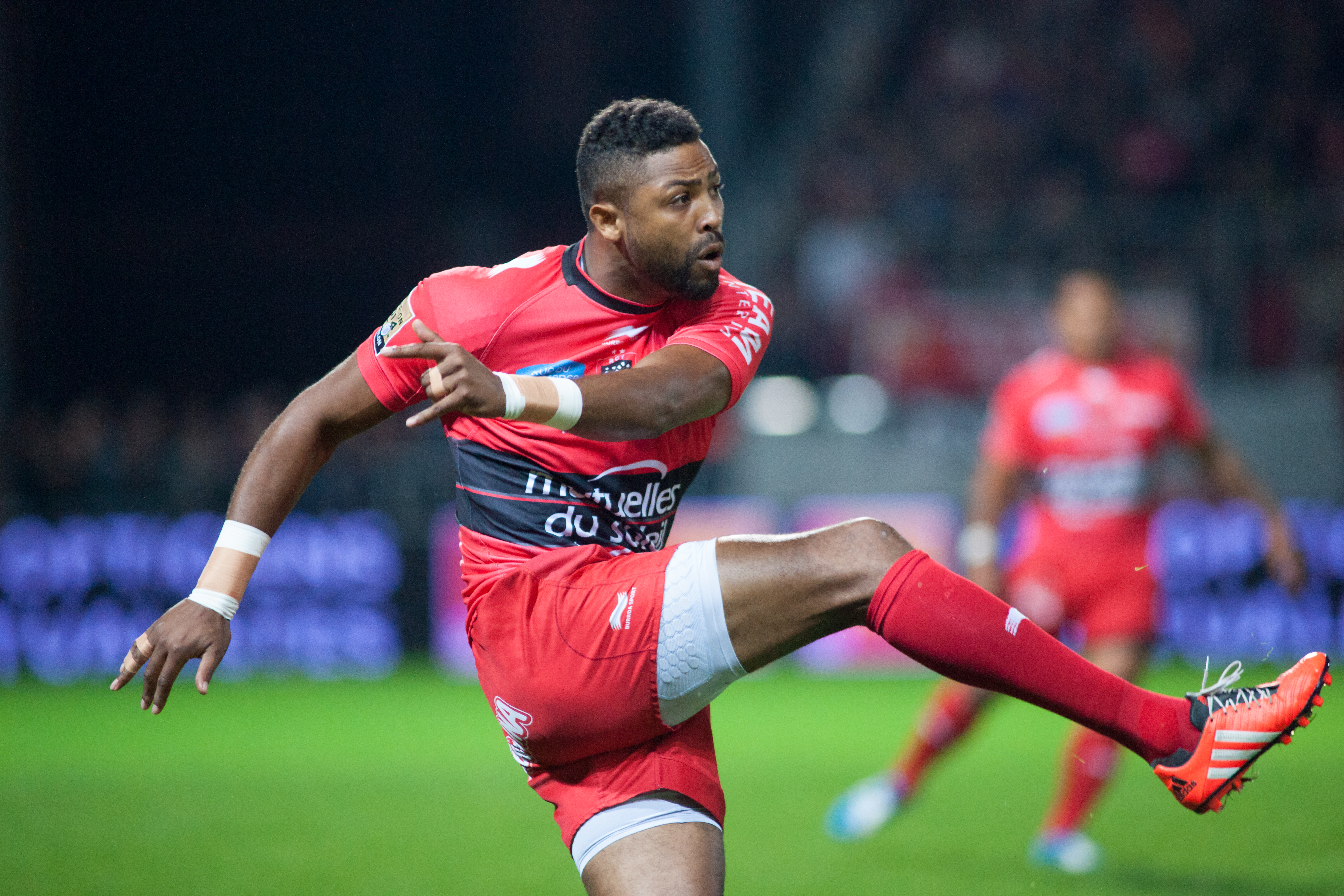
L'arrière Delon Armitage

## Troisième titre européen (2015)

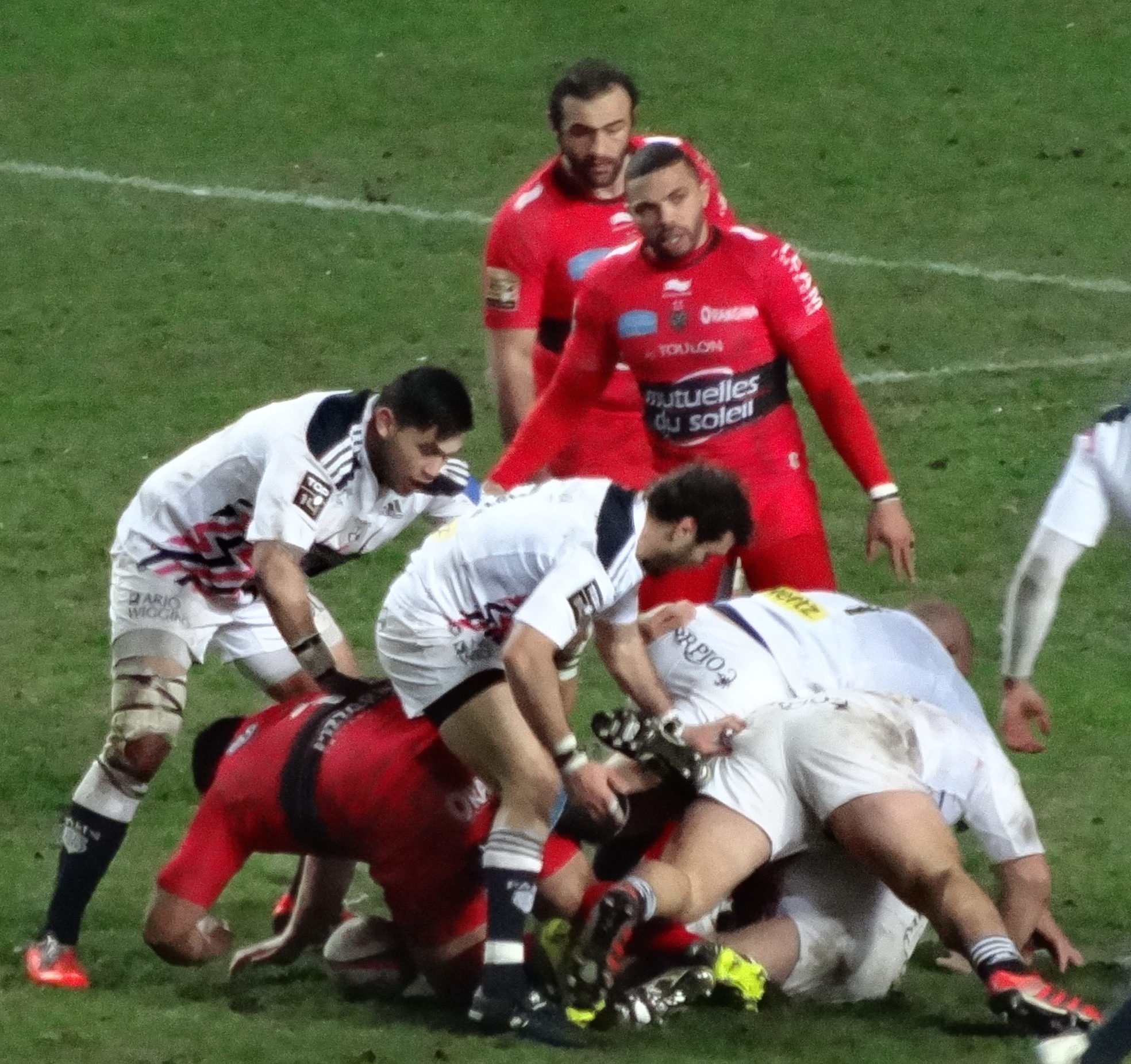
En rouge, Mamuka Gorgodze et Bryan Habana.

La saison 2014-2015 est marquée par l'arrivée de deux stars, James O'Connor et Leigh Halfpenny ; par celle des internationaux français Romain Taofifénua et Guilhem Guirado ; par celle des Argentins Juan Martín Hernández et Nicolas Sanchez ; par celle de valeurs sûres du Top 14, Gerhard Vosloo et Mamuka Gorgodze ; et par celle des espoirs Éric Escande, UJ Seuteni et Jimmy Yobo. Le RCT réussit un début de Top 14 sans encombre, finissant champion d'automne pour la deuxième année consécutive. En quart de finale de la Coupe d'Europe, il bat les London Wasps (32-18) à Mayol. En demi-finale, il bat le Leinster (25-20 après prolongations), au stade Vélodrome, grâce à un essai de Bryan Habana sur interception. Les Toulonnais se qualifient donc pour la troisième fois d'affilée en finale de la Coupe d'Europe : ils vont affronter les Clermontois, qu'ils ont vaincus deux ans plus tôt. À Twickenham, le 2 mai 2015, la victoire est obtenue grâce à un essai de Drew Mitchell, qui parcourt 30 mètres en échappant au plaquage de six défenseurs. Le RCT s'impose 24 à 18 et remporte pour la troisième fois consécutive la Coupe d'Europe, une première dans l'histoire du rugby.
En Top 14, il finit premier de la phase régulière. En demi-finale, face au Stade français, les joueurs du RCT évoluent dans une ambiance difficile, leur ancien coéquipier Jerry Collins s'étant tué le matin même avec son épouse dans un accident de voiture. Une minute de silence est respectée. Les joueurs varois portent un brassard et une pancarte « RIP Brothers J. Collins » au moment de la présentation des effectifs. Toulon est battu par le Stade français (16-33). Au terme de cette saison 2014-2015, une page se tourne. Jonny Wilkinson a pris sa retraite sportive un an plus tôt. Carl Hayman, Bakkies Botha et David Smith quittent le club à leur tour.

## Les dernières années Boudjellal (2015-2019)

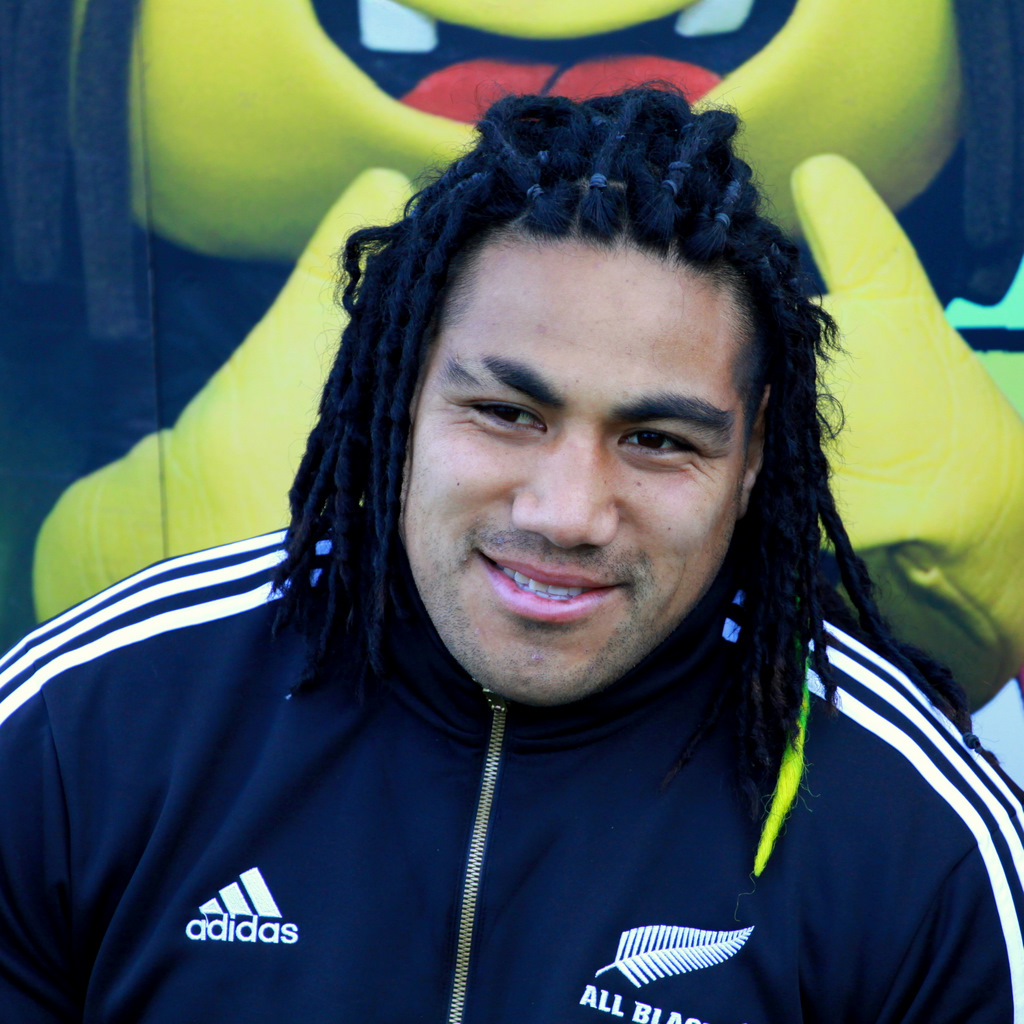
Ma'a Nonu, centre du RC Toulon de 2015 à 2018.

Les recrues internationales de la saison 2015-2016 sont Ma'a Nonu, Quade Cooper, Jonathan Pélissié, Salesi Ma'afu, Samu Manoa, Charles Ollivon, Matthew Stevens, Paul O'Connell, et Duane Vermeulen. Côté managers, Bernard Laporte va rester « seul patron » jusqu'à la fin de la saison. À partir de décembre 2015, Diego Domínguez sera près de lui à temps plein, mais en tant qu'assistant.
En Coupe d'Europe 2015-2016, le RCT, champion en titre, se trouve dans une poule difficile. Elle est composée entre autres de Bath (champion d'Europe 1998 et finaliste du Championnat d'Angleterre 2014-2015), du Leinster (champion d'Europe en 2009, 2011, 2012) et des Wasps (champions d'Europe en 2004 et 2007, et demi-finalistes du championnat d'Angleterre 2014-2015). Malgré une défaite à Coventry chez les Wasps, le RCT bat toutes les autres équipes à Mayol. Il signe une victoire de prestige chez le Leinster (20-16, après avoir remonté un handicap de 11 points). Il gagne aussi à Bath (12-9). Avec cinq victoires pour une défaite, le RCT se qualifie en tant que meilleur second. Mais, en quart de finale, le 10 avril 2016, il est éliminé par le Racing 92 (16-19).

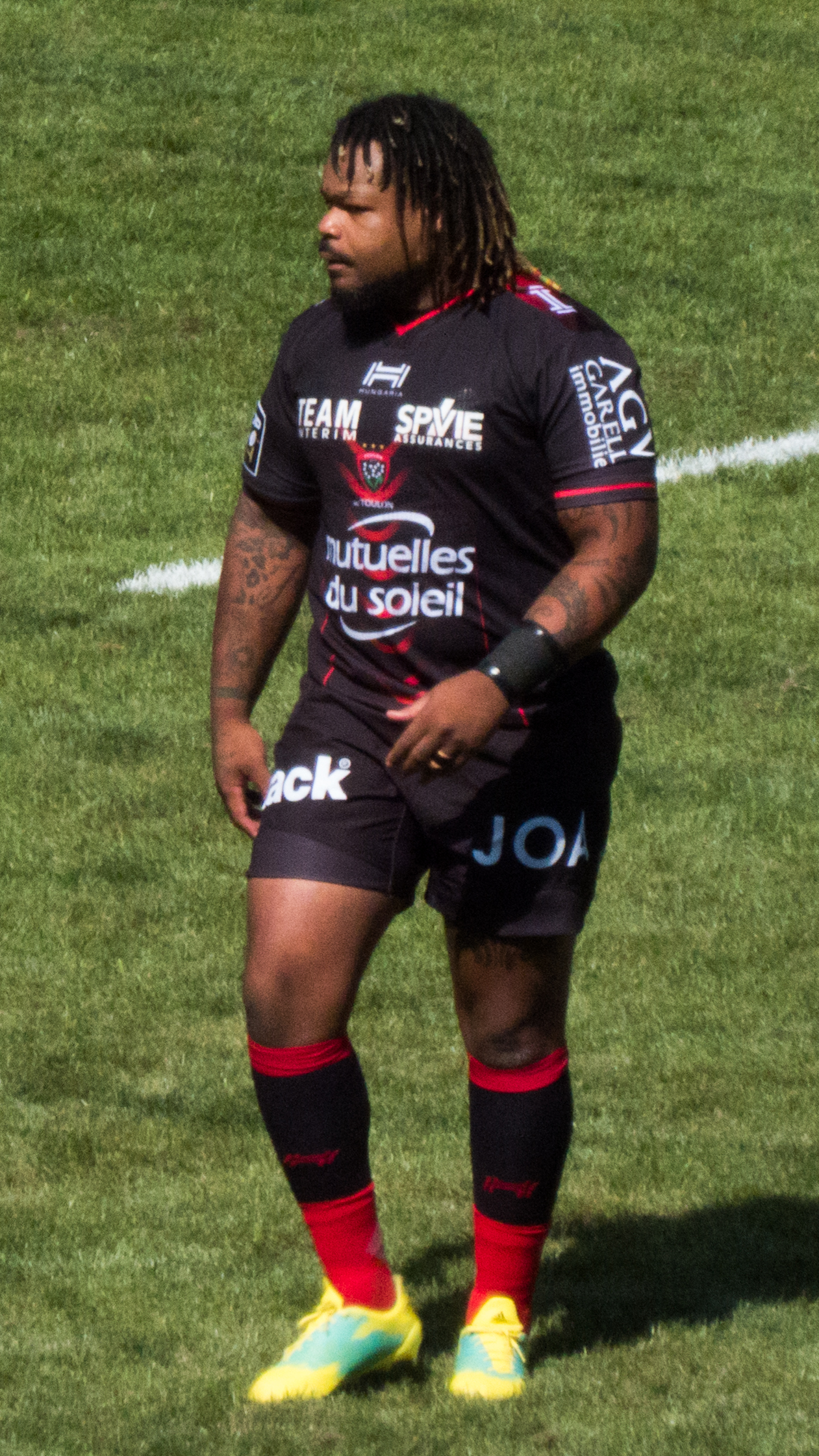
Le centre Mathieu Bastareaud (ici en 2018) joue au RC Toulon de 2011 à 2019.

En Top 14, le RCT connaît un début de saison 2015-2016 compliqué. Il compte en effet de nombreux absents en raison de la Coupe du monde. Par ailleurs, de nombreux joueurs cadres se blessent (Leigh Halfpenny, Delon Armitage, Samu Manoa, Matt Giteau, Drew Mitchell, Juan Smith, Romain Taofifénua). Pour autant, le RCT se maintient parmi les six premiers. Il signe certaines victoires de prestige : lors de la 3e journée, il gagne par 20 à 13 sur la pelouse du Stade français, champion de France en titre ; et, lors de la 9e journée, il gagne contre Clermont par 35 à 9, avec bonus offensif. Il ne perd pas un seul match au cours du mois de janvier. En avril, il pointe à la troisième place du classement. En demi-finale, il se défait de Montpellier sur le score de 27-18. En finale, au Camp Nou de Barcelone, le 24 juin 2016, il retrouve le Racing 92. Il s'incline par 21 à 29.
Bernard Laporte quitte donc le club à l'issue d'une saison sans titre. En revanche, les juniors Crabos décrochent le bouclier de champions de France en battant Bordeaux-Bègles par 31 à 14 et cinq essais à un.

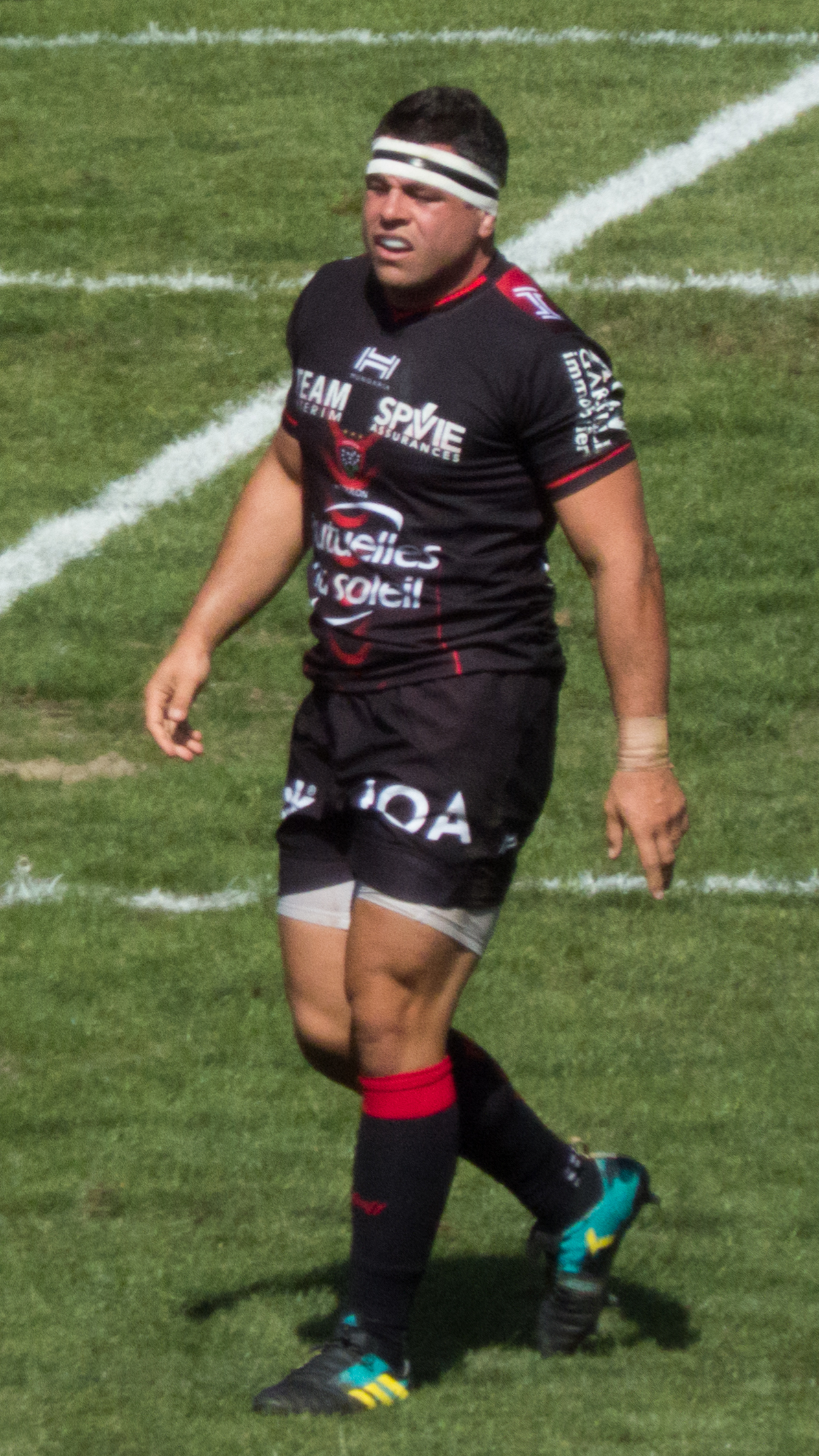
Le talonneur Guilhem Guirado (ici en 2018) joue au RCT de 2014 à 2019.

La saison 2016-2017 va donner lieu à un invraisemblable « remue-ménage » parmi les entraîneurs. Présent au côté de Bernard Laporte depuis décembre 2015, Diego Domínguez doit lui succéder le 26 juillet 2016 au poste de manager. Mais, début juillet, la presse annonce un possible départ. Domínguez n'aurait pas apprécié l'arrivée de Marc Dal Maso, recruté comme entraîneur des avants au détriment de Jacques Delmas. Le 12 juillet, Mourad Boudjellal dément les rumeurs. Il affirme que « Diego Domínguez et Jacques Delmas ne sont pas encore partis ». Le 21 juillet, il annonce que Domínguez « sera le manager du RCT ». Marc Dal Maso va prendre en charge les avants. Jacques Delmas va s'occuper de la touche. Shaun Edwards va encadrer la défense (information aussitôt démentie par la Fédération galloise). Steve Meehan reste responsable des lignes arrière. Le 26 septembre, Mike Ford remplace Meehan comme entraîneur des arrières. Le 24 octobre, Domínguez est mis à pied. Ford devient manager général. Le 8 novembre, Delmas est écarté. Dal Maso devient seul entraîneur des avants. Le 6 mars 2017, Meehan quitte le club. Dès le 20 mars, Boudjellal annonce que le manager général pour la saison suivante ne sera pas Ford, mais Fabien Galthié. Le 2 avril, en Coupe d'Europe, Toulon est éliminé par Clermont en quart de finale. Deux jours plus tard, Ford part. Richard Cockerill devient manager général pour trois mois, en attendant l'arrivée de Galthié. Le 12 juin, Toulon a une occasion de revanche face à Clermont en finale du Top 14. Il s'incline à nouveau.
Le RC Toulon connaît également des difficultés financières. La saison se termine sur un déficit de 500 000 euros. Le club doit en outre payer une amende de 1,7 million pour rupture anticipée de contrat avec son équipementier Puma. La DNACG met le RCT en demeure d'augmenter son capital de deux millions avant le 30 juin, sous peine de relégation en Pro D2.
Jusqu'ici, l'équilibre est maintenu entre le RCT Association (la section amateurs, qui détient 49 % des parts) et la Sasp de Boudjellal (la section professionnelle, qui détient 51 %). Le RCT Association n'a pas les moyens de contribuer à l'augmentation de capital, et ne veut pas de nouveaux investisseurs. Boudjellal est prêt à racheter des parts supplémentaires, mais le RCT Association veut garder « un droit de veto sur les décisions futures ». Il est finalement convenu que le RCT Association détiendra 7 % des parts et la holding de Boudjellal 93 %.
Toulon reste en Top 14. Mais Boudjellal a bien conscience qu'il n'est plus en mesure de « boucher les trous » seul. La billetterie est en baisse. Les salaires des grands joueurs augmentent. Pour la saison 2017-2018, les trois plus gros budgets prévisionnels de Top 14 dépassent les 30 millions d'euros. Le RCT n'a que le sixième budget (26,39 millions).
Le 31 mars 2018, en Coupe d'Europe, Toulon est battu par le Munster en quart de finale (20-19). Le 18 mai, en Top 14, il s'incline face à Lyon en barrage (19-19, deux essais à un). Pour la première fois depuis sept ans, Toulon ne dispute aucune finale. En juin, le manager général Galthié est remplacé par Patrice Collazo.
Le 5 juillet 2018, Boudjellal officialise l'entrée dans le capital, à hauteur de 25 %, d'un nouvel actionnaire : Bernard Lemaître, industriel ayant réussi dans le secteur biopharmaceutique, et qui fut président du SA Mérignac de 1970 à 1977.
Dans la saison 2018-2019, en Coupe d'Europe, Toulon est virtuellement éliminé dès la quatrième journée des matchs de poule, le 16 décembre 2018, en perdant face à Montpellier (34-13). En Top 14, il n'est pas qualifié pour les phases finales : il termine 9e de la saison régulière.

## L'ère Lemaître
Le 2 décembre 2019, le RCT officialise une augmentation de capital. La holding de Bernard Lemaître, Financière de la seigneurie, détient maintenant 65 % des parts. Lemaître prend donc le contrôle du club. Boudjellal reste néanmoins président. Le 11 février 2020, Lemaître acquiert les actions de Boudjellal. Il détient désormais 99 % des parts. Boudjellal démissionne du poste de président. Le conseil d'administration du RCT nomme Lemaître président. Boudjellal garde un poste d'administrateur.

### Vainqueur du Challenge européen 2023
Le 19 mai 2023 à l'Aviva Stadium, à Dublin, le RC Toulon remporte le Challenge européen 2023 face aux Glasgow Warriors.